# Der Einzug Christi in Brüssel
Der Einzug Christi in Brüssel (auch Der Einzug Christi in Brüssel im Jahr/Jahre 1889) ist ein Gemälde des belgischen Malers James Ensor aus den Jahren 1888/89. Es versetzt den Einzug Jesu Christi in Jerusalem, dessen am Palmsonntag gedacht wird, zeitlich in die Gegenwart des Malers und räumlich in die belgische Hauptstadt Brüssel. Ensors Darstellung verknüpft eine religiöse Prozession mit Elementen eines Karnevalsumzugs, einer Militärparade und einer politischen Demonstration. Die abgebildeten Figuren tragen Masken oder sind Karikaturen. In ihrer Gesamtheit repräsentieren sie die belgische Gesellschaft, während Ensor sich selbst mit dem Erlöser identifizierte. Prominent überschrieben ist die Szenerie auf einem Banner mit den Worten „Vive la Sociale“ („Es lebe das Soziale“). Das Bild gilt als Ensors Opus magnum, wurde aber – auch aufgrund seiner Größe – zu seinen Lebzeiten selten ausgestellt und hing in seiner Wohnung. Das J. Paul Getty Museum erwarb das Gemälde 1987 und zeigt es im Getty Center in Los Angeles.

## Beschreibung

### Inhalt, Aufbau und Stil
Das Gemälde Der Einzug Christi in Brüssel ist so groß und ausladend („einer Cinemascopeleinwand vergleichbar“ laut Joachim Heusinger von Waldegg), dass es kaum auf einen Blick erfasst werden kann. Unterschiedliche Standpunkte lenken die Aufmerksamkeit auf die Details oder das Motiv als Ganzes. Aus der Nähe dominiert eine Vielzahl von Masken und Gesichtern, die lebensgroß oder sogar größer sind. In ihrer sukzessiven Betrachtung lässt sich das Bild episodisch erschließen. Es entsteht ein horizontales Netz von Blicken und Gesten, mit denen die Figuren wechselseitig aufeinander Bezug nehmen.
Erst aus der Entfernung bildet sich aus den einzelnen Figuren eine riesige Menschenmenge, die in einer Prozession durch einen weiten Boulevard zieht und sich der Bildoberfläche entgegendrängt. Eingeschlossen ist sie durch eine ineinandergeschobene, instabil wirkende Architektur, durch Häuser und Zuschauertribünen, die mit bunten Fahnen geschmückt sind. Der Eindruck von Bewegung entsteht nicht zuletzt durch unterschiedliche Fluchtpunkte in der Komposition: Das Trapez des Umzugs verjüngt sich zu einem Fluchtpunkt unterhalb des „o“ im signalroten Banner „Vive la Sociale“ am oberen Rand des Gemäldes. Die sich schlangenartig windende Menschenmenge führt zu einem zweiten Fluchtpunkt rechts des Wortes „Sociale“.
Auch der Standpunkt des Betrachters lässt sich nicht einheitlich bestimmen. Einerseits scheint er die Prozession aus erhöhter Warte zu verfolgen, vergleichbar etwa dem grünen Podium im rechten Vordergrund, andererseits steht er den Figuren in der ersten Reihe Auge in Auge gegenüber, ja die Perspektive kippt gegenüber dem Mann mit der Bischofsmütze in der Mitte sogar in eine Froschperspektive. Xavier Tricot versucht dies damit zu erklären, dass die Prozession einen Hügel herab- und wieder hinaufführt, was eine topografische Gegebenheit der Rue de la Régence oder Rue Royale in Brüssel abbilden könnte.

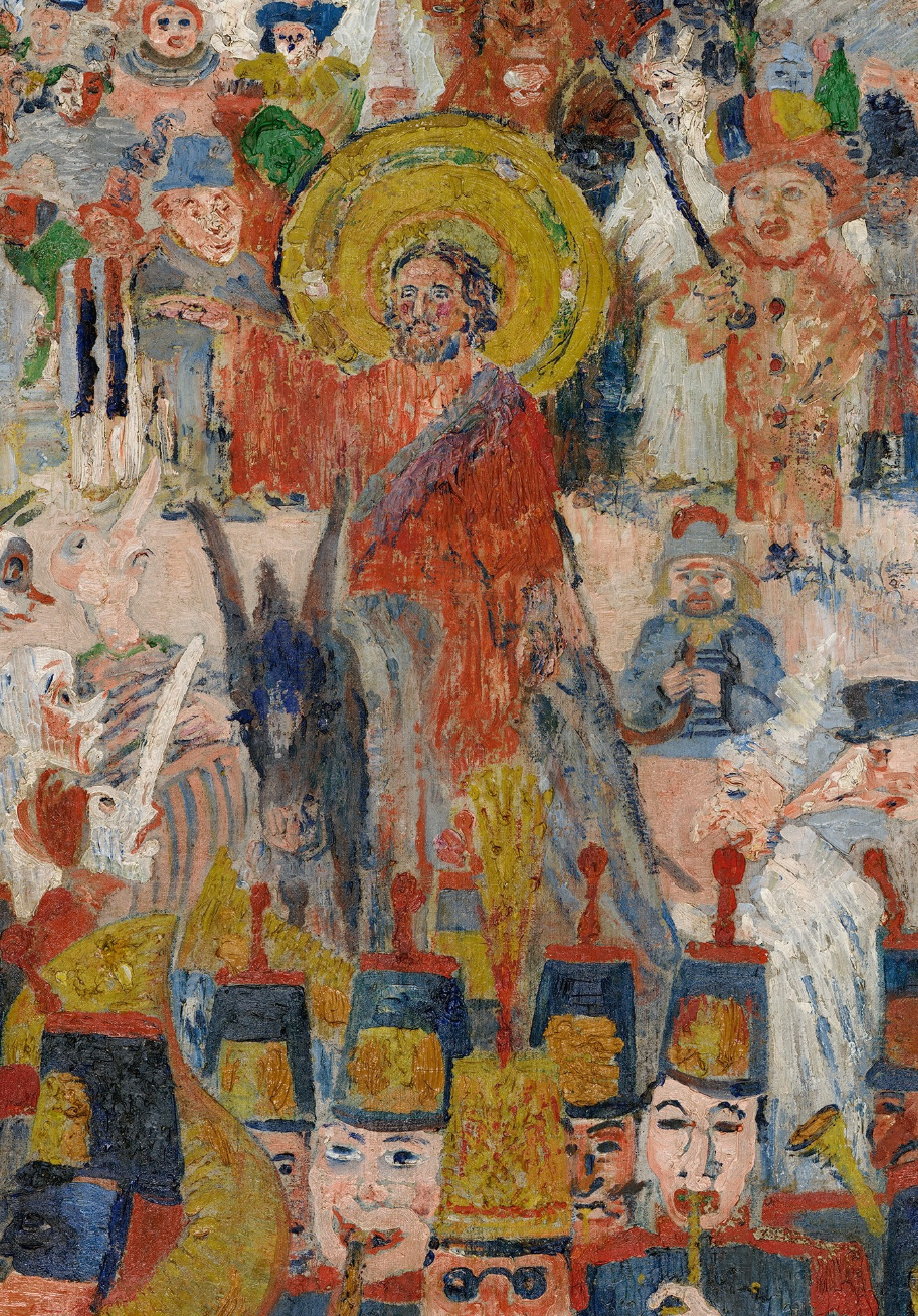
Der Einzug Christi in Brüssel (Ausschnitt)

Horizontal untergliedert sich die Prozession in Schichten. Von unten nach oben folgt auf die kunterbunte Schar von Gesichtern und Masken ein uniformierter Spielmannszug und anschließend der auf einem Esel reitende Christus, begleitet von Figuren der Commedia dell’arte. Hinter ihm lösen sich die im Vordergrund überdeutlichen Formen und Figuren im Licht auf, schließlich besteht die Menschenmenge nur noch aus Punkten und verschwindet im Horizont. Rechts der Prozession stehen der Zeremonienmeister und drei Clowns auf einem Podium. Links betrachten Zuschauer das Spektakel von Balkons. Somit lässt sich das Bild vertikal in drei Sektionen teilen, die durch die Enden des Banners am oberen Rand markiert sind, so dass insgesamt ein Mosaik entsteht. Mehrere Spruchbänder und Fahnen ragen in das Bild und verdecken teilweise die Menschenmenge. Die Inschriften lauten in Blockbuchstaben „Vive la Sociale“ („Es lebe das Soziale“) und „Fanfares doctrinaires / toujours réussi“ („Doktrinäre Fanfaren stets erfolgreich“).
Obwohl sich der Titel des Bildes auf ihn bezieht und er sich im Mittelpunkt des Trapezes der Prozession befindet, tritt der einreitende, die Menschen segnende Christus gegenüber dem Panoptikum der Parade in den Hintergrund. Die vermeintliche Hauptfigur wirkt winzig gegenüber der Menge, die den Vordergrund beherrscht. Für die Kunsthistorikerin Patricia G. Berman wirkt es, als seien die Figuren zu sehr mit ihrem eigenen Stolzieren und Feiern beschäftigt, um die Gegenwart des Heilands wahrzunehmen. Dennoch hebt er sich mit seiner mächtigen Gloriole, weichgezeichnet und in warmen Farben deutlich von den karikierten Fratzen der Prozessionsteilnehmer ab. Ein Banner am rechten Bildrand bezieht sich explizit auf ihn: „Vive Jesus Roi de Bruxlles“ („Es lebe Jesus, König von Brüssel“), wobei das „e“ in „Bruxelles“ ausgelassen ist.
Zur uneinheitlichen Perspektive des Bildes gesellt sich auch eine stilistische Uneinheitlichkeit. Sorgfältig ausgearbeitete Passagen finden sich neben flüchtig bearbeiteten, opake neben transparenten Stellen, räumlich gestaltete Partien neben flächigen. Das Motiv wurde in mehreren Farben auf einer weißen Grundierung detailliert vorgezeichnet, die Unterzeichnung schimmert an einigen Stellen durch einen dünnen Farbauftrag. Andere Stellen sind in einem breiten Impasto gearbeitet. Die Farbe ist in einfachen Pinselstrichen aufgetragen, ohne dass sich komplizierte überlappende Schichten ergeben. Neben den Pinselborsten nutzte Ensor auch Pinselspitze und Malmesser, malte auf getrockneter Farbe ebenso wie nass-in-nass. Dabei bevorzugte er reine, unvermischte Farben. Die Kunsthistorikerin Ulrike Becks-Malorny beschreibt: „Rot, Grün, Gelb und Blau, mit Weiß voneinander abgesetzt. Farben wie Trompetenstöße, satte und reine Farbakkorde!“ Laut Heusinger von Waldegg lösen „die schrillen Farbkontraste schwer definierbare Emotionen“ aus und signalisieren „akustische und atmosphärische Sensationen“.

### Figuren
Zahlreiche Interpreten haben versucht, die Figuren aus dem Bild mit bekannten Persönlichkeiten oder Personen aus Ensors Umfeld zu entschlüsseln. Laut Patricia G. Berman wollte Ensor sein Werk allerdings nicht durch die Identifikation von Individuen, Zeichen oder Symbolen festlegen lassen. Daher hinterließ er keine Hinweise für eine Entschlüsselung. Xavier Tricot sieht das Bild vielmehr als Porträt aller sozialen Schichten: jung und alt, Mann und Frau, Bürger und Arbeiter, Beamte, Anwälte, Richter, Ärzte, Musiker, Kirche und Militär. Reale und fiktive Charaktere stehen nebeneinander. Einige sind menschliche Masken, andere maskierte Menschen, wieder andere unmaskiert. Das Gemälde stellt somit einen Querschnitt der belgischen Gesellschaft dar.

Der Einzug Christi in Brüssel (Ausschnitt)

In der linken unteren Ecke befindet sich eine Figur mit Karnevalsmaske, daneben Gevatter Tod mit einem Zylinder. Über den beiden sind unter anderem eine japanische Okina-Maske, eine afrikanische Maske und ein Eulenkopf zu erkennen. Ein junger Mann mit einer Studentenmütze fixiert den Tod, möglicherweise ein Student der Université libre de Bruxelles. Über ihm befindet sich ein küssendes Paar, die Frau eine Marianne mit phrygischer Mütze, ein Symbol der französischen Republik. Der Kuss wurde als korrumpierte Moral des durch egalitäre Ideen verführten Mobs interpretiert. Für den Literaturwissenschaftler Stefan Jonsson beraubt hingegen die Kommune den braven Bürger mit dem öffentlichen Kuss seiner Autorität. Neben dem Studenten ist ein Bürger mit Melone in die Farben der französischen Trikolore gewickelt, daneben steht eine junge Frau mit einer Haube. Über ihnen ist ein junges Mädchen von einer afrikanischen Maske fasziniert. An deren Seite folgt eine Pierrot-Figur.
In der Mitte der ersten Reihe befindet sich der Tambourmajor mit einem typischen Tambourstab in einer ungewöhnlichen, nach hinten gebeugten, fast liegenden Haltung. Mit seiner goldenen Mitra und der roten Robe erinnert er eher an einen Bischof. Tricot fragt, ob es sich um einen echten oder einen Narrenbischof handelt und ob seine liegende Haltung bedeutet, dass er (weg-)getragen wird. In der Literatur wird die Bischofsfigur häufig mit dem französischen Philosophen Émile Littré assoziiert. Stephen McGough verweist hierbei auf ein Porträt Littrés in Ensors Zeichnung Der Einzug in Jerusalem, die 1885/86 dem Gemälde vorausgegangen war. Das Porträt basierte seinerseits auf einer Fotografie von Félix Nadar. Für Perrin Stein hat Ensor den atheistischen Sozialreformer in ein Bischofsgewand gesteckt. Als Anführer der Feierlichkeiten bildet er einen Gegenpol zum bescheidenen, demütigen Christus im Hintergrund.

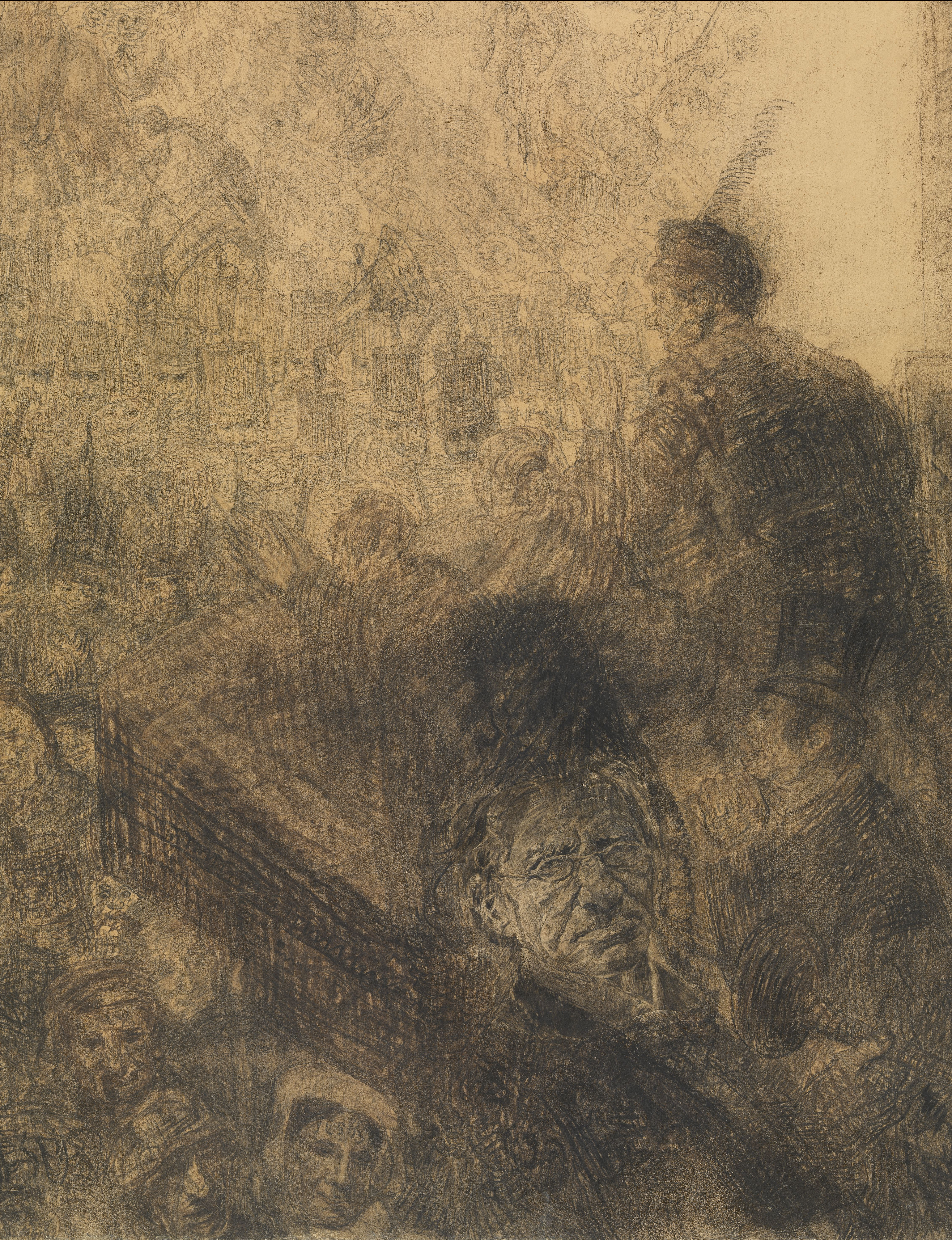
James Ensor: Der Einzug in Jerusalem (1885/86, Ausschnitt), Stift und Kreide auf Papier, 206 × 105,3 cm, Museum für Schöne Künste, Gent
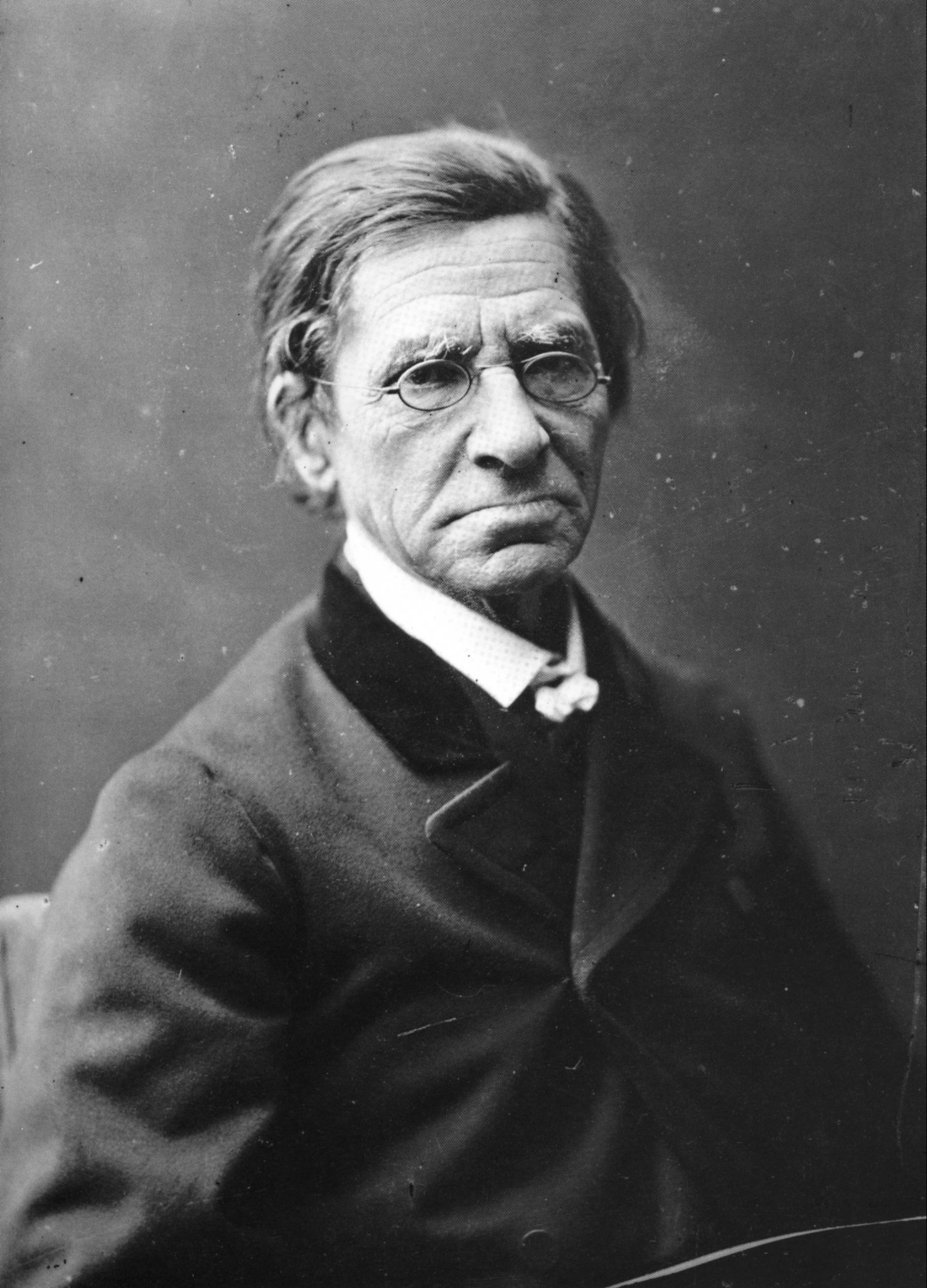
Félix Nadar: Porträt Émile Littré (1878)

Hinter dem Narrenbischof ist eine weitere weiße Pierrot-Figur zu erkennen, dahinter ein Offizier mit Schnurrbart und Pickelhaube sowie ein dicker Richter in roter Robe. Weiter rechts ragt der Spitzhut einer Figur hervor, die eine Hexe, ein Zauberer oder die Karikatur eines Arztes sein könnte. Rechts hinter ihr stehen zwei Fischerfrauen mit weißen Hauben. Unter dem Podium folgt eine Frau mit Brille und weißer Mütze, die bereits aus Ensors erstem Maskenbild Empörte Masken (1883) bekannt ist. Dort symbolisierte sie Ensors Großmutter (neben seinem trinkenden Vater). Im Einzug Christi in Brüssel hat Gert Schiff daher die gesamte Personengruppe als (von links nach rechts) Ensors Schwester, Mutter, Großmutter und Tante ausgemacht.

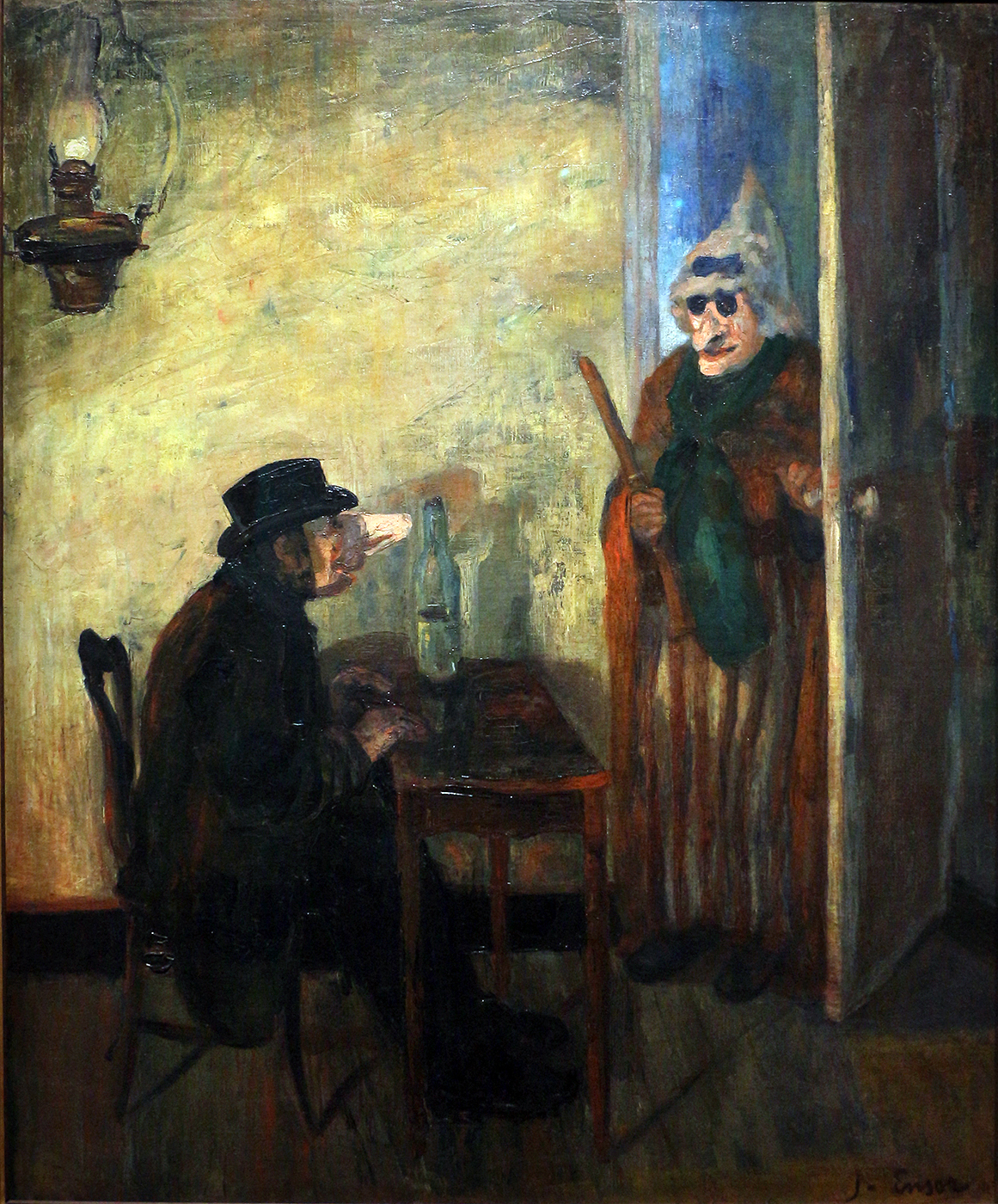
James Ensor: Empörte Masken (1883), Öl auf Leinwand, 135 × 112 cm., Königliche Museen der Schönen Künste, Brüssel (WVZ T 247)
James Ensor: Selbstbildnis mit Blumenhut (1883–88), Öl auf Leinwand, 76,5 × 61,5 cm., Kunstmuseum aan Zee, Ostende (WVZ T 245)

Der kleine Kopf auf der Schulter des Bischofs erinnert Tricot an eine japanische Puppe oder Bunraku-Theatermaske. Neben einer gelben Maske folgt eine Gruppe von drei Männern, die in eine Diskussion vertieft sind. In ihrer Physiognomie könnte Ensor zeitgenössische antisemitische Stereotypen aufgegriffen haben. Ganz in der rechten unteren Ecke befinden sich zwei weißhaarige Männer, von denen einer den anderen misstrauisch beäugt. Laut Xavier Tricot konnte noch niemand die beiden Porträts identifizieren. Sie könnten David Friedrich Strauß und Ernest Renan darstellen. Das Getty-Museum hingegen hat für die rechte Figur den Marquis de Sade ins Spiel gebracht.

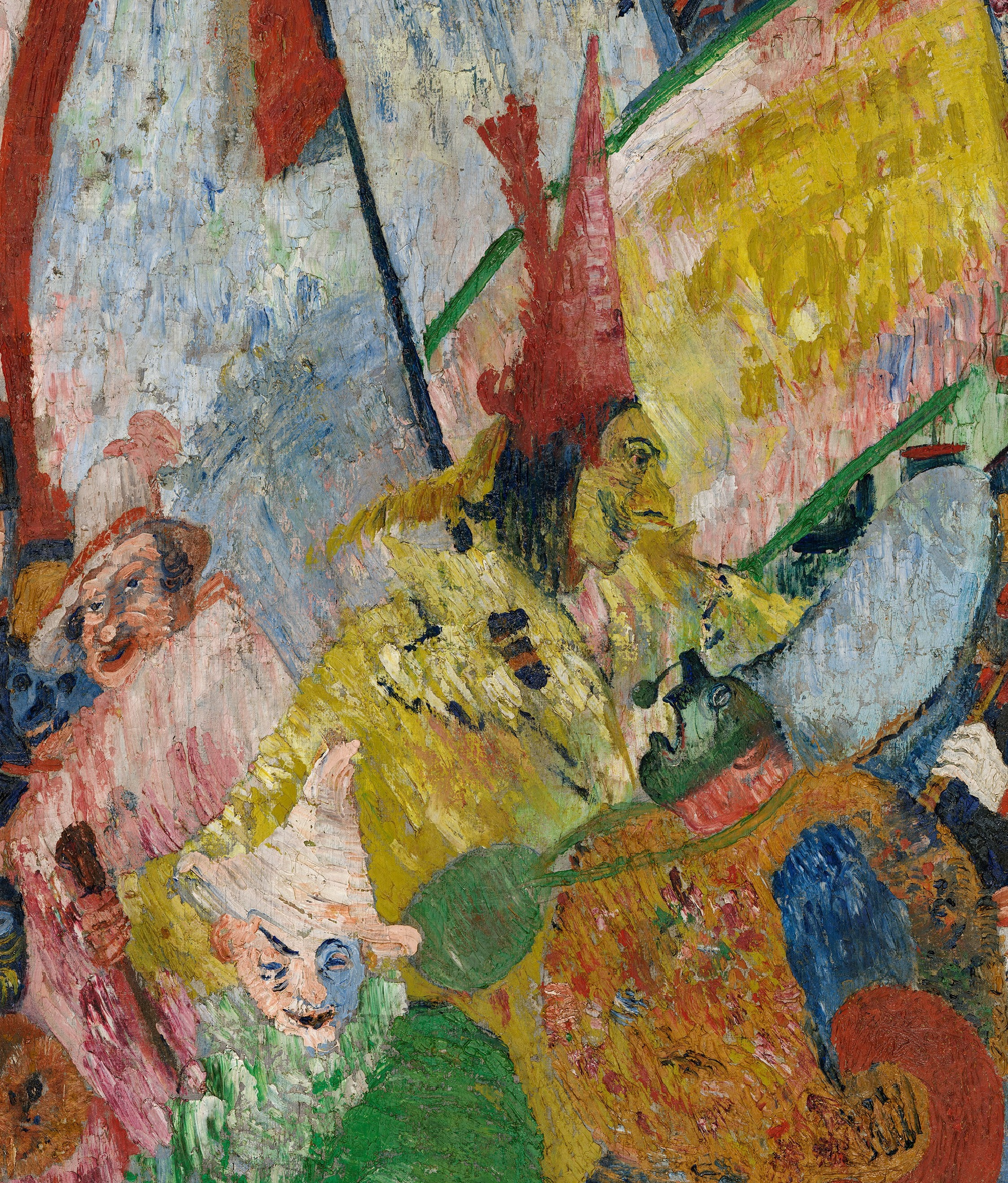
Der Einzug Christi in Brüssel (Ausschnitt)

Links neben dem Spielmannszug ragt eine ungewöhnliche, dämonisch wirkende Figur aus der Menge empor: Sie hat ein gelbes Gesicht, lange schwarze Haare, einen Schnurrbart und trägt einen roten Spitzhut mit Feder. Während Walther Vanbeselaere und Stephen McGough ein Selbstporträt Ensors erkennen wollen, bringt Tricot andere Deutungen ins Spiel, etwa Pantalone, eine Figur der Commedia dell’arte, den Großinquisitor von Dostojewski oder den Antichrist persönlich, der dem triumphalen Einzug Christi in die Parade fahren will. In jedem Fall besitzt die Figur für Tricot teuflische Züge und zeigt eine feindselige Haltung gegenüber der Prozession. Ob die grüne Kugel vor seiner Brust eine weitere, zu ihr aufblickende Figur oder nur eine Schelle ist, bleibt offen. Die rosa Figur mit Federhut im Rücken, die argwöhnisch zum Betrachter blickt, hält Tricot jedenfalls, dieses Mal im Einklang mit McGough, tatsächlich für ein Selbstporträt Ensors, der im Selbstbildnis mit Blumenhut denselben Hut getragen hat.

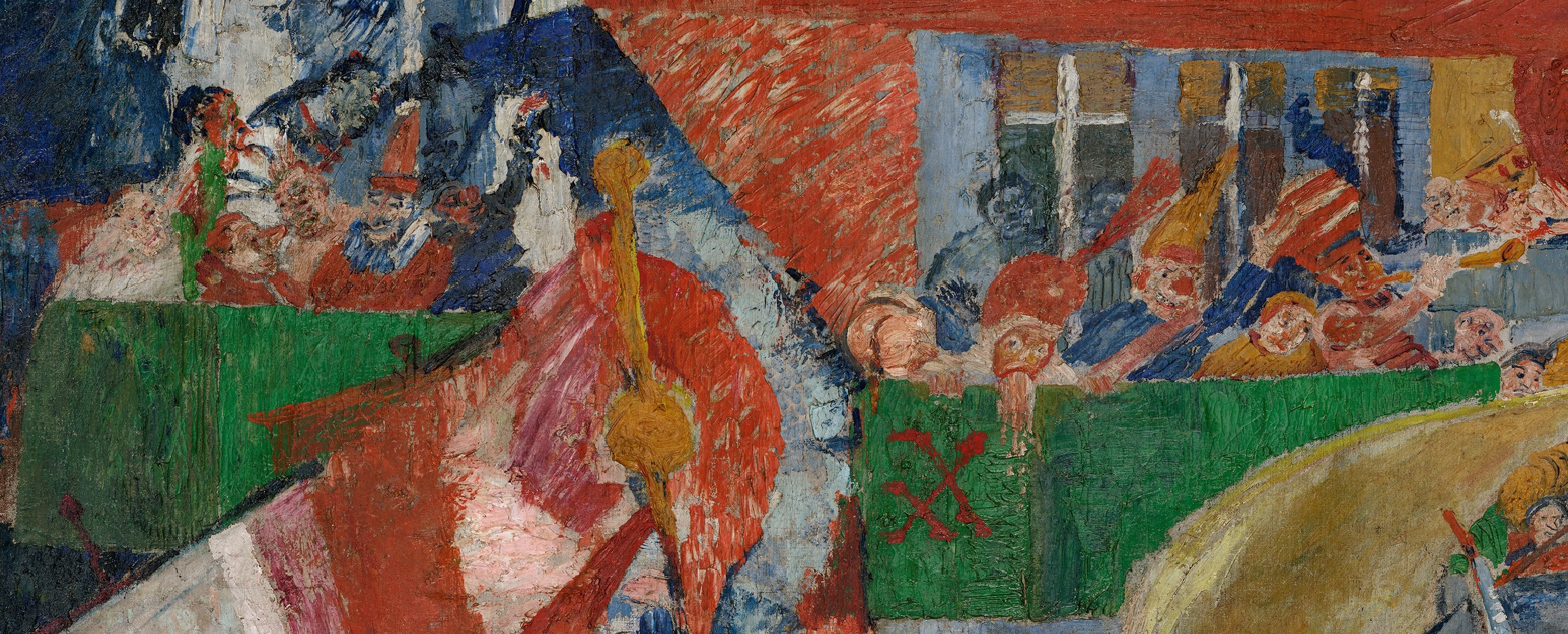
Der Einzug Christi in Brüssel (Ausschnitt)

Einen weiteren persönlichen Bezug stellt der Balkon unter der Bannerinschrift „Vive“ dar, über dessen Brüstung sich „nach nordischer Tradition eines Bosch oder Brueghel“ (Perrin Stein) verschiedene Figuren ihrer Ausscheidungen entledigen. Das doppelte „X“ verweist eindeutig auf die Société des Vingt (kurz: Les XX), die Ensor selbst mitbegründet hat. Während Stefan Jonsson hierin den Protest einer Avantgarde gegen das künstlerische Establishment sieht, macht Norbert Lynton einen Angriff Ensors auf seinen eigenen Zirkel aus, sogar ein Anti-Les-XX-Statement. Stein hält es für möglich, dass deswegen die Ausstellung des Bildes bei den Les XX nicht zustande kam.
Relativ unbeachtet in der Forschung zum Bild ist bislang die einsame Figur mit Heiligenschein und weißem Gewand in einer kreuzförmigen Struktur am linken Bildrand geblieben. Tricot vermutet, dass es sich um ein Bildnis des Jesuskindes an einer Häuserwand handeln könnte oder eine Verbildlichung der Brüsseler Kerstenmannekensstraat (Rue de l’Homme Chrétien, Christkindstraße), durch die die Prozession führt.

### Parolen

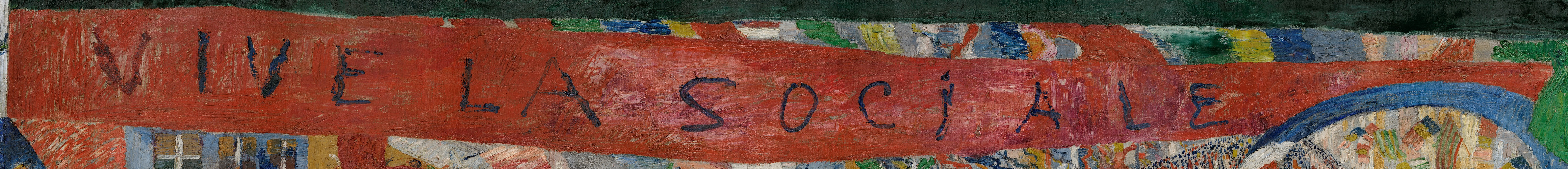
Der Einzug Christi in Brüssel (Ausschnitt)

Das Banner mit der Inschrift „Vive la Sociale“ („Es lebe das Soziale“) überspannt das gesamte Bild. Die Worte werden, wie von Stefan Jonsson, als Beschreibung des Inhalts, als Motto oder Ensors Botschaft verstanden. Andere wie der schwedische Kunsthistoriker Patrik Reuterswärd deuten sie als spöttischen und tadelnden Kommentar zur abgebildeten Menschenmenge. Trotz des für die Sozialistische Partei kennzeichnenden roten Banners verzichtete Ensor laut Patricia G. Berman auf einen eindeutigeren Aufruf zum Sozialismus, was die politische Doktrin verwirrt und abschwächt. Alle politischen Botschaften auf seiner Leinwand blieben damit widersprüchlich.
Die Parole „Vive la Sociale“ wurde bei sozialistischen und anarchistischen Versammlungen oder Kundgebungen in Belgien wie Frankreich skandiert, als Kurzform von „Vive la révolution sociale“ („Es lebe die soziale Revolution“) oder „Vive la république sociale“ („Es lebe die soziale Republik“). La Sociale nannte die Feministin André Léo eine während der Pariser Kommune gegründete Abendzeitung, in deren Erstausgabe sie einen Kommentar über die soziale Revolution mit der Losung abschloss: „Vive la Sociale!“ Auch in Émile Zolas Roman Germinal findet sich der Aufruf: „À mort les bourgeois! Vive la sociale!“ („Tod den Bürgern! Es lebe die Soziale!“).
Ulrike Becks-Malorny übersetzt die Parole als „Es lebe der soziale Fortschritt“, Joachim Heusinger von Waldegg als „Es lebe der Sozialstaat“ oder „Es lebe die soziale Idee“. Susan M. Canning hingegen hängt „[the Social] One“ an, die oder der Soziale, vordergründig bezogen auf den einreitenden Christus, übertragen aber auch bezogen auf Ensor selbst in seiner Rolle als Künstler, Sozialkritiker und „Erlöser“ des zeitgenössischen Belgiens. In diesem Sinne versteht Canning den Slogan als Aufruf zum Handeln an den sozial engagierten Künstler, aber auch als Proklamation der Stärke des Individuums und seine Unabhängigkeit von den „Fanfares doctrinaires“.

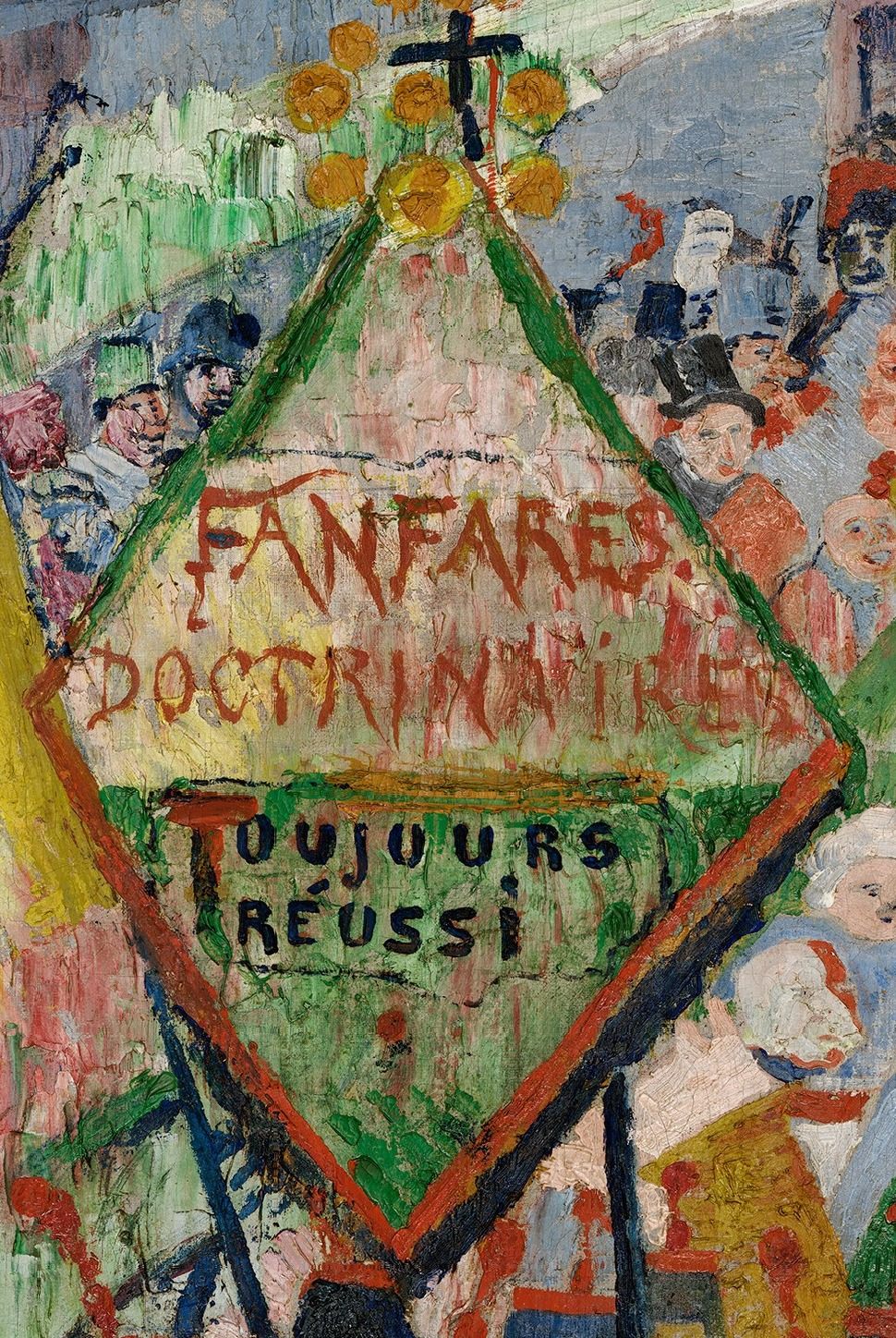
Der Einzug Christi in Brüssel (Ausschnitt)

Die Inschrift „Fanfares doctrinaires toujours réussi“ übersetzt Becks-Malorny als „die immer erfolgreichen Fanfaren der Staatsmacht“. Xavier Tricot verweist bezüglich der Bedeutung von „doktrinär“ aber auch auf einen Richtungsstreit in der zeitgenössischen belgischen Politik zwischen dem fortschrittlichen Liberalismus um Paul Janson und dem doktrinären Liberalismus um Walthère Frère-Orban. Während die Fortschrittlichen für das allgemeine Wahlrecht und die Arbeiterrechte eintraten, wollten die Doktrinären ein auf dem Grundbesitz basierendes Zensuswahlrecht erhalten. Auch diese Parole lässt sich für Patricia G. Berman von der politischen Sphäre in die Kunstszene übertragen, wo Ensors künstlerische Entfaltung durch doktrinäre Ansichten gehemmt wurde.

## Deutung

### Genre-Synthese
Unterschiedliche Elemente des Gemäldes lassen es Patricia G. Berman unterschiedlichen Genres zuordnen. Das Thema und die Jesusdarstellung sprechen für Christliche Kunst, jedoch entschieden säkular dargestellt, die Parade, gleichzeitig Karnevalsumzug, Demonstrationszug und religiöse Prozession, für Genremalerei, die Parolen für eine Polemik, doch ist die politische Kunst ohne eindeutige Botschaft. Das Bild ist sowohl ein Gesellschaftspanorama als auch die Darstellung identifizierbarer Individuen. Es ist ein künstlerisches Manifest gegen den Zeitgeist, gleichzeitig Historienmalerei, Karikatur und Poster. Gerade die Verbindung der Vielzahl von Themen und Elementen macht es für Berman zu einem Werk der Moderne, das die Ambition von Ensors Generation widerspiegelt, die Welt neu zu erschaffen.

### Soziales Manifest und Individuum
Indem Ensor den Einzug Christi in Jerusalem in seinen eigenen zeitlichen und räumlichen Rahmen versetzt hat, gibt er ihm eine radikal neue und zeitgenössische Interpretation. Der Bezug auf das Christentum, auf Bildtraditionen und zeitgenössische Kunst sowie auf die sozio-ökonomische Situation in Belgien Ende des 19. Jahrhunderts machen das Gemälde für Xavier Tricot zu einer Art Weltanschauung, die nicht von der Zeit getrennt werden kann, in der es gemalt wurde. Schon die alten Meister wie Brueghel und Veronese haben Szenen aus dem Leben Christi in ihre Gegenwart versetzt. Insbesondere Ensors älterer Zeitgenosse Paul Gauguin war für seine Übertragung von Bibelzitaten in die Südsee bekannt. Neu bei Ensor ist allerdings, dass er religiöse mit säkularen Elementen kombiniert. Indem er den religiösen Gehalt in einen grotesken, politisch und sozial aufgeladenen anachronistischen Kontext stellt, macht er ihn zu einem auf seine Gegenwart bezogenen Manifest, sowohl in sozialer als auch in künstlerischer Hinsicht. Für Heusinger von Waldegg verbindet Ensor in dem Bild den „Wunsch nach sozialer Erneuerung […] mit religiösem Mystizismus“. Stefan Jonsson weist darauf hin, dass das Jahr 1889 eine zusätzliche Bedeutung als hundertjähriges Jubiläum der Französischen Revolution hat.
Ensor hat jedoch nicht nur Christus in seine Gegenwart versetzt, er hat sich nach übereinstimmender Auffassung in der Figur Jesu selbst porträtiert. Laut Berman wollte er damit seinen Antiklerikalismus und den romantischen Glauben an den Künstler als spirituellen Vermittler der Kultur ausdrücken. Nach Stein projizierte Ensor „sein eigenes Leiden und Sehnen auf die Passion Christi“. Laut Heusinger von Waldegg sah Ensor in Christus vor allem einen sozialen Erneuerer und Revolutionär seiner Zeit, auf den er seine eigene Ablehnung projizierte, wobei er selbst schwankte zwischen Bourgeois und malendem Revolutionär, zwischen dem Bedürfnis nach Annahme durch die Gesellschaft und ihrer heftigen Ablehnung. Für Becks-Malorny sehnte er sich danach, „selbst als ‚Erlöser‘ siegreich, d. h. endlich künstlerisch anerkannt, in die Stadt Brüssel einzuziehen.“ Das Bild ist somit auch eine Abrechnung mit seinem Umfeld, der Malervereinigung, die ihn nicht ausstellen will, den Kunstkritikern, die ihn nicht beachten, der Familie, für die seine Arbeit unnütze Zeitverschwendung ist, und den Ostender Bürgern, die ihn für verrückt halten.
In dieser Hinsicht wird das Bild häufig als Gegenüberstellung des Einzelnen und der Masse interpretiert. So beschrieb etwa der belgische Maler Jean Stevo 1947: „Die Masse, die brutale und barbarische Masse schiebt sich in geschlossenen Reihen vorwärts. Die Masse unterdrückt uns durch ihre Präsenz.“ Patrik Reuterswärd sah die Menschenmenge 1970 als „eine tausendköpfige Hydra, bestehend aus allen Arten von rücksichtslosen Genüssen und Promiskuität“. Und Joachim Heusinger von Waldegg bezog Ensors Darstellung der irrationalen Masse und ihrer Verführbarkeit durch Parolen und Doktrinen auf Gustave Le Bons Psychologie der Massen. Stefan Jonsson widersprach dieser Sicht: Wo die Masse bei Le Bon homogen sei, sei sie bei Ensor heterogen, anstelle von Le Bons Gemeinschaftsseele und Unterordnung unter einen Führer gebe es bei Ensor ein Geflecht von lateralen Beziehungen. Das Bild untergrabe Hierarchien, löse Identitäten auf und schließe das ganze System von Macht und Repräsentation kurz. Stattdessen stelle es seine Figuren in die Freiheit einer Welt ohne festgelegte Machtpositionen und soziale Identitäten.

### Einflüsse und künstlerische Auseinandersetzung
Bei der Darstellung der Prozession griff Ensor auf eigene Erfahrungen, insbesondere des Karnevals in seiner Heimatstadt Ostende, zurück. Ensors Mutter und Tante führten einen Laden für Andenken, Muscheln, Kuriositäten sowie Karnevalsmasken und Kostüme. Ensor bestätigte im Rückblick, wie sehr diese Umgebung seine Phantasie anregte und die spätere künstlerische Entwicklung prägte. Tricot verweist auch auf die jährliche Segnung des Meeres in Ostende und dabei insbesondere auf eine Zeichnung, die Leo von Elliot 1886 von dem Ereignis angefertigt hat, die stark an den Aufbau des Podiums von Ensors Gemälde erinnert. Andere Traditionen aus Brüssel, auf die er möglicherweise Bezug nahm, sind der bis ins Mittelalter zurückreichende Ommegang und der 1888 eingeführte Studentenumzug Saint-Verhaegen. Walther Vanbeselaere verweist hingegen auf die Heilig-Blut-Prozession von Brügge, bei der sowohl der auf einem Esel einreitende Jesus als auch ein Spielmannszug mit theatralischem Tambourmajor auftreten.
Ensors großformatiges Bild ist aber auch ein Gegenentwurf zu populären Monumentalgemälden seiner Zeit, etwa Jan Verhas’ anlässlich der Goldenen Hochzeit von Leopold II. mit Marie Henriette von Österreich gemalter Schulparade 1878, in der sich fotorealistischer Naturalismus mit Patriotismus vereinigen, oder dem Historienbild Der Einzug Karls V. in Antwerpen von Hans Makart, der das populäre Thema des triumphalen Einzugs zelebriert. Der Einzug Christi in Brüssel bricht mit allen gängigen Regeln von Geschmack, Inhalt und Stil im Belgien der 1880er Jahre. Ganz besonders verabscheute Ensor jedoch den Neoimpressionismus, der zu dieser Zeit gerade auch bei den Les XX en vogue war, und den er als „trocken und abstoßend“ verurteilte, kalt, methodisch und gefühllos, „bereits tot für das Licht und tot für die Kunst“. So sieht Xavier Tricot Ensors Einzug Christi in Brüssel vor allem auch als Angriff auf Georges Seurats Meisterwerk Ein Sonntagnachmittag auf der Insel La Grande Jatte, das 1887 bei den Les XX ausgestellt war und viel Bewunderung erhielt.

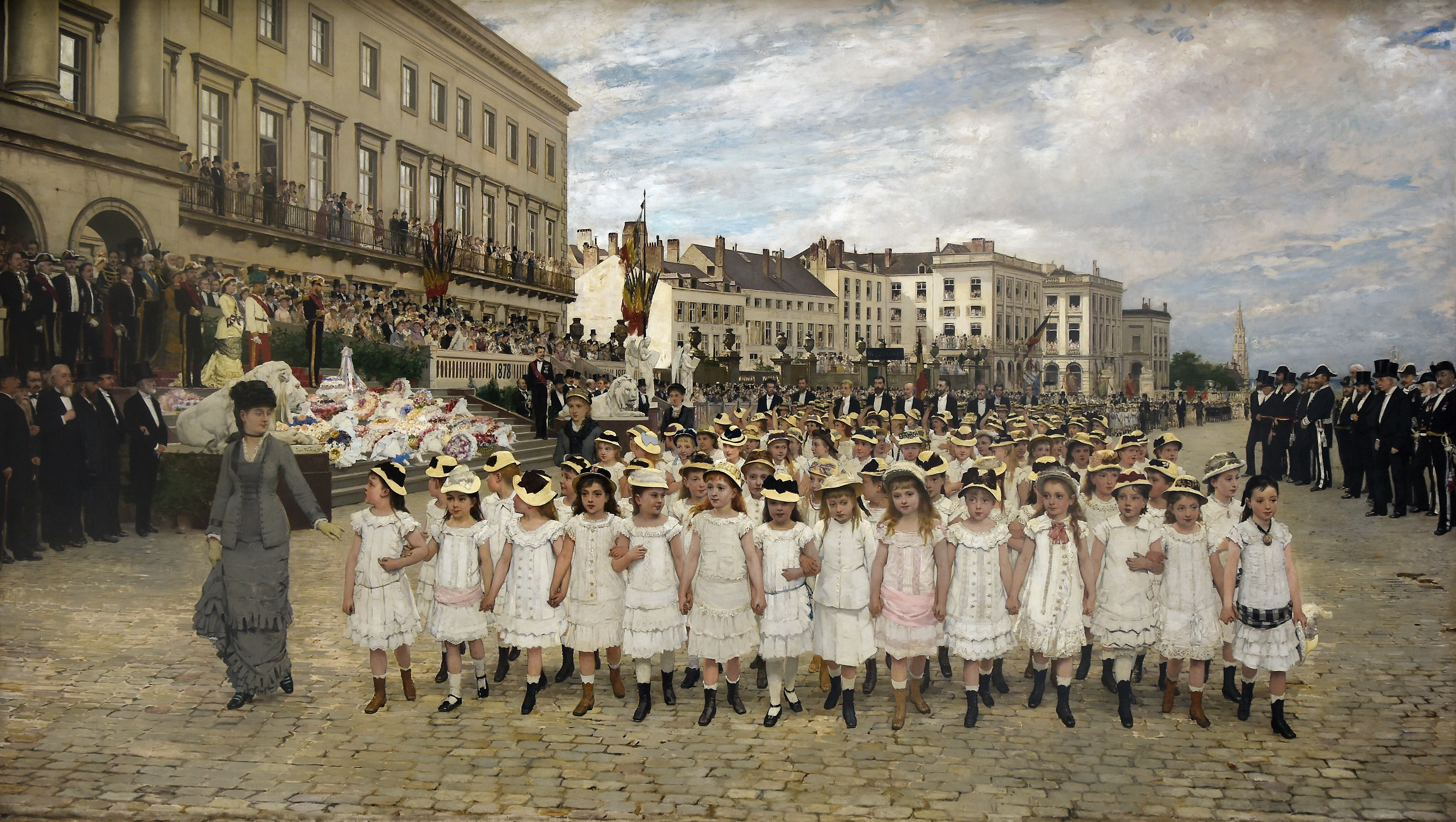
Jan Verhas: Die Schulparade 1878 (1880), Öl auf Leinwand, 241 × 423 cm, Königliche Museen der Schönen Künste, Brüssel
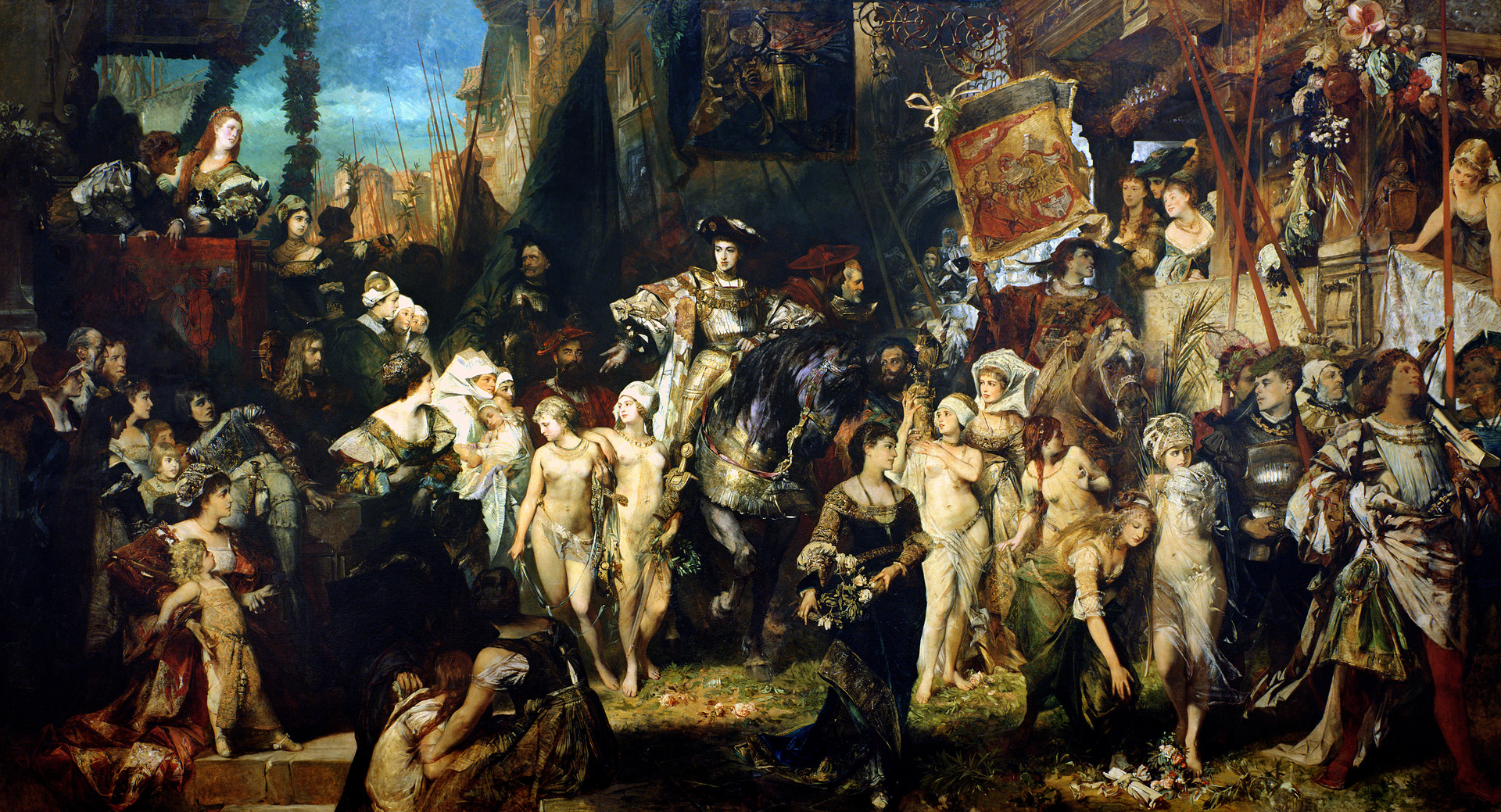
Hans Makart: Der Einzug Karls V. in Antwerpen (1878), Öl auf Leinwand, 520 × 950 cm, Hamburger Kunsthalle
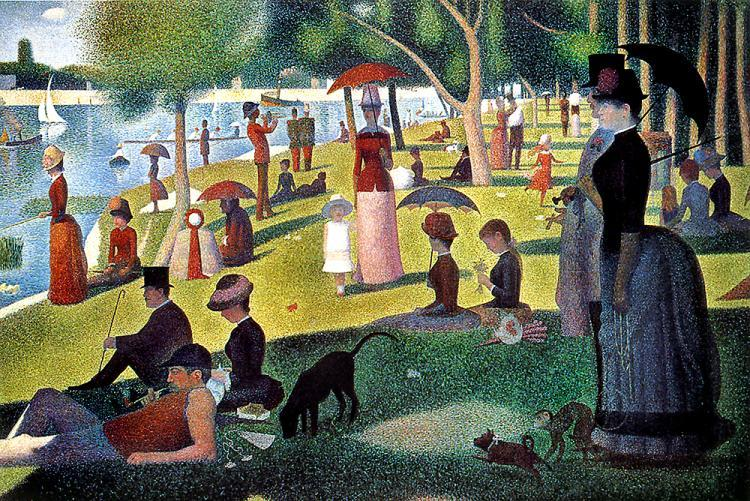
Georges Seurat: Ein Sonntagnachmittag auf der Insel La Grande Jatte (1884–86), Öl auf Leinwand, 207,6 × 308 cm, Art Institute of Chicago

## Geschichte

### Entstehungsgeschichte

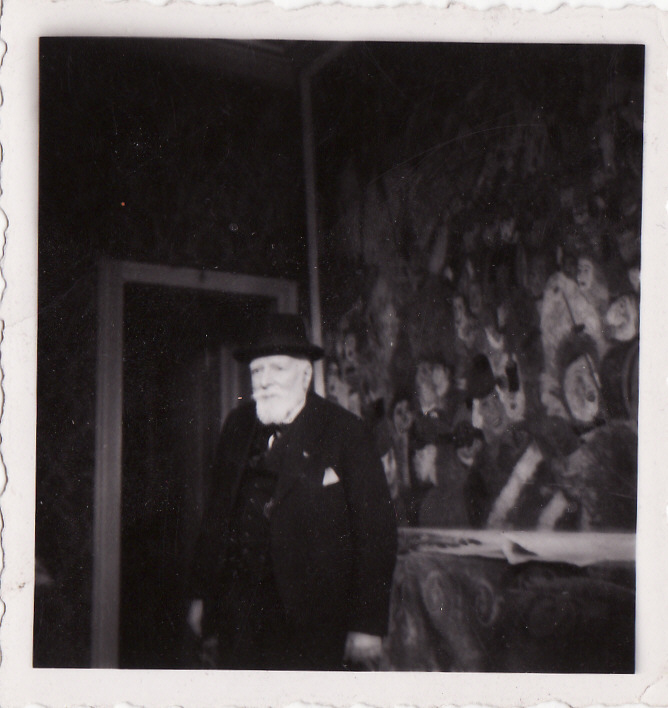
James Ensor in seinem Haus in Ostende (1940er Jahre), im Hintergrund Der Einzug Christi in Brüssel

Ensor malte Der Einzug Christi in Brüssel auf dem Dachboden seines Elternhauses in Ostende (Ecke Rue de Flandre/Boulevard Van Iseghem). Abweichend von der Datierung des Gemäldes in der Signatur 1888 geht Xavier Tricot, auch auf Basis zeitgenössischer Fotografien, die den Maler bei der Arbeit zeigen, davon aus, dass das Bild erst 1889 entstand. In der Jahresausstellung der Société des Vingt war das Bild unter dem Titel Entrée du Christ à Bruxelles 1889 angekündigt. In Émile Verhaerens Werkverzeichnis wurde der Titel zu L’entrée du Christ à Bruxelles verkürzt, was andere Veröffentlichungen übernommen haben.
Über die Umstände, unter denen er Der Einzug Christi in Brüssel gemalt hatte, gab Ensor später mehrfach Auskunft: Weil keine Wand seines Ateliers, des elterlichen Dachbodens, groß genug für die komplette Leinwand gewesen war, nagelte er jeweils Teile an die Wand, während andere Teile auf dem Boden ausgebreitet waren. Häufig musste er so sitzend, kauernd oder kniend malen. In der Tatsache, dass Ensor nie von der Leinwand zurücktreten konnte, um die Wirkung des Bildes zu überprüfen, sieht Tricot einen Grund für die unausgewogene Perspektive und die ungewöhnliche Komposition. Allerdings weist Berman darauf hin, dass das Bild detailliert vorgezeichnet und exakt ausgeführt wurde, der Eindruck von Spontaneität und Anarchie also das Ergebnis genauer Planung war.

### Verbleib in Ensors Besitz

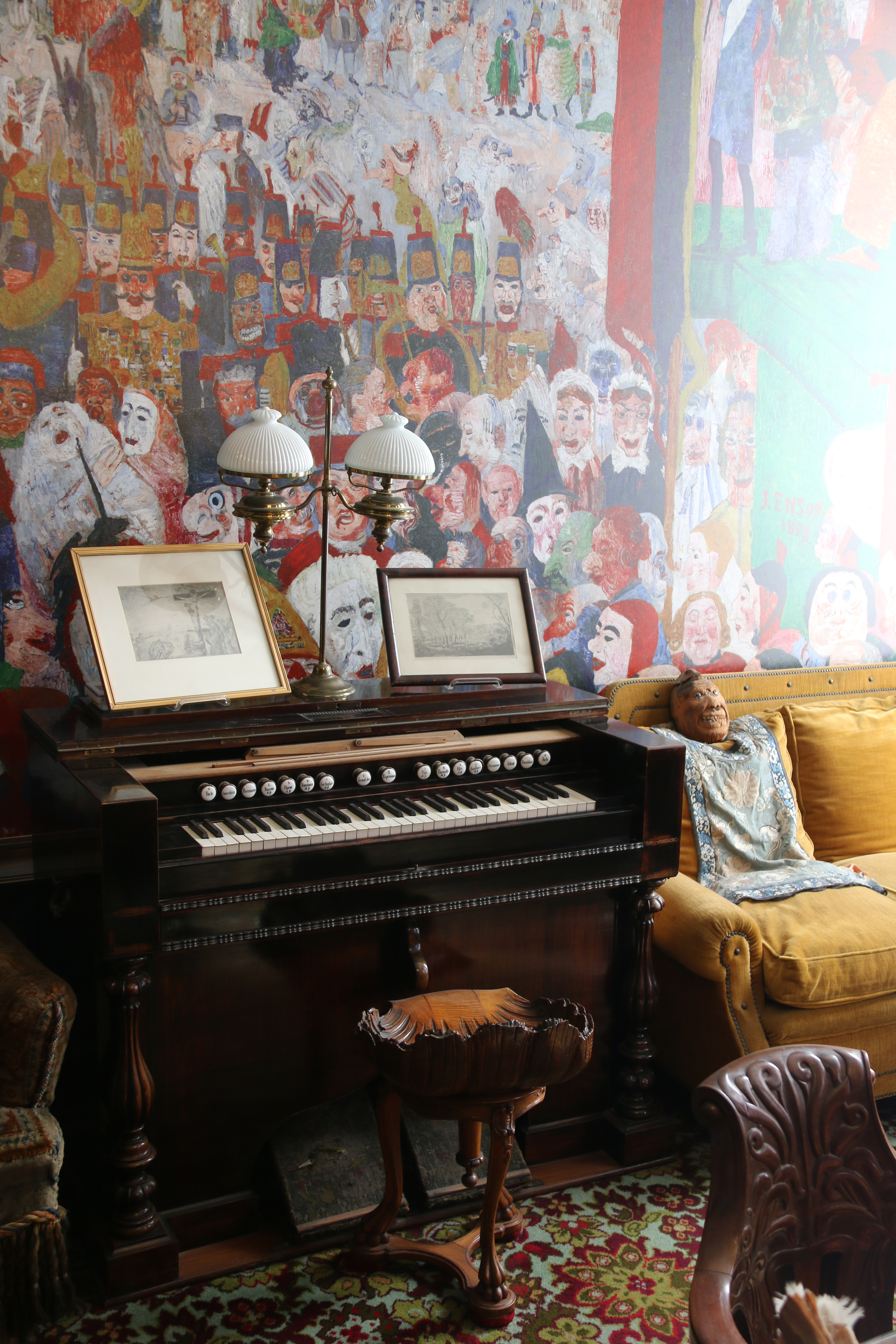
James-Ensor-Haus, im Hintergrund eine Kopie von Der Einzug Christi in Brüssel

Die Jahresausstellung 1889 wäre genau mit dem von Ensor suggerierten Termin seines Einzugs zusammengefallen – sie endete am Faschingsdienstag –, doch das Bild wurde nicht gezeigt. Während die Literatur zu Ensor allgemein kolportiert, dass Les XX Ensors Bild abgelehnt hätten, geht Tricot davon aus, dass es schlicht nicht rechtzeitig fertig wurde. In jedem Fall verblieb das Bild vorerst im Atelier des Malers, zusammengerollt, weil keine Wand groß genug dafür gewesen wäre. Erst nach dem Umzug in das von seinem Onkel geerbte Haus im Jahr 1917, das heutige James-Ensor-Haus, hängte Ensor das Bild im dortigen Wohnzimmer auf, wo es – abgesehen von zwei großen Retrospektiven 1929 in Brüssel und 1939 in Paris – zeitlebens nur seine Besucher zu Gesicht bekamen.
Aus zeitgenössischen Fotos lässt sich schließen, dass Ensor zwischen 1889 und 1898/99 noch Elemente des Bildes änderte und hinzufügte. So war etwa die Figur des Todes in einer frühen Fassung noch anders gestaltet. Sowohl in vorbereitenden Zeichnungen als auch in einer späteren Radierung desselben Motivs finden sich zusätzliche Banner und Parolen, die im Gemälde fehlen. Dies führte zu Spekulationen, dass Ensor sein Werk nachträglich entpolitisieren wollte, auch im Hinblick auf sein gewachsenes Renommee in der belgischen Gesellschaft (Verleihung des Leopoldsorden 1903 und Ernennung zum Baron 1929). Insbesondere das gelbe Banner in der linken Bildhälfte, das rote Banner am rechten Bildrand und die Trikolore, die die Figur im Vordergrund trägt, wirken übermalt. Röntgen- und Infrarot-Untersuchungen konnten die ursprünglichen Inschriften jedoch nicht zweifelsfrei entschlüsseln. Berman übernimmt etwa für das gelbe Banner die Deutung „Inventeur des insectes belges invincibles“ („Erfinder der unbesiegbaren belgischen Insekten“) als Anspielung auf die Brabançonne. Tricot hält das für sehr unwahrscheinlich und bringt mit „sections belges invincibles“ („unbesiegbare belgische Sektionen“) oder gar „vivisecteurs belges insensibles“ („unsensible belgische Vivisezierer“) andere Lesarten ins Spiel.

### Provenienz nach Ensors Tod
Nach Ensors Tod im Jahr 1949 erbte seine Nichte Alexandra Daveluy das Bild. Sie verkaufte es ein Jahr später an Gustave Nellens für das Casino Communal in Knokke-le-Zoute. 1954 erwarb Louis Franck das Bild. Er überließ es als Dauerleihgabe dem Königlichen Museum der Schönen Künste in Antwerpen. Bemühungen der belgischen Öffentlichkeit, das Bild für einen dauerhaften Verbleib in Belgien anzukaufen, scheiterten. 1987 erwarb das J. Paul Getty Museum das Bild. Der Kaufpreis wurde nicht öffentlich, aber auf zwischen 7 und 8 Millionen Dollar geschätzt. Der belgische Kunsthistoriker Norbert Hostyn bezeichnete den Verlust des Bildes als „eines der schwärzesten Kapitel in der belgischen Kulturpolitik“. Das Getty Museum ließ das Bild umfangreich restaurieren. So wurde ein 1950 aufgetragener und inzwischen verfärbter Firnis entfernt und das Gemälde neu auf einen Aluminiumkeilrahmen aufgezogen. Ebenso wurde der schlichte weiße Rahmen von einer nachträglichen Vergoldung befreit. Bis 1997 war das Gemälde in der Getty Villa in Malibu ausgestellt, seither befindet es sich in den neuen Museumsgebäuden des Getty Centers in Los Angeles.

## Stellung in Ensors Werk

### Einordnung und Bezüge
Der Einzug Christ in Brüssel ist laut Ulrike Becks-Malorny „Ensors größtes, populärstes und gewiss auch eines seiner schwierigsten Werke“. Stefan Jonsson spricht von Ensors Hauptwerk, Norbert Lyton von seinem Meisterwerk, Xavier Tricot vom Opus magnum des Künstlers, Joachim Heusinger von Waldegg von der „Summa seines Werks“. Viele Elemente aus Der Einzug Christi in Brüssel durchziehen Ensors Gesamtwerk. Das gilt insbesondere für den Einsatz von Masken als groteske menschliche Doppelgänger, der Ensor bald schon den Beinamen „Maler der Masken“ einbrachte. Ensor beschrieb: „Die Masken bedeuten für mich: Frische der Farbe, extravagante Dekoration, wilde, freizügige Gebärden, greller Ausdruck, vorzügliche Turbulenz.“ In Der Einzug Christi in Brüssel verwendete Ensor sowohl klassische Karnevalsmasken als auch Masken aus Asien, Afrika und anderen Kulturen. Die Masken erlaubten ihm, das Erscheinungsbild seiner Figuren zu verändern und ihre soziale Stellung zu akzentuieren.

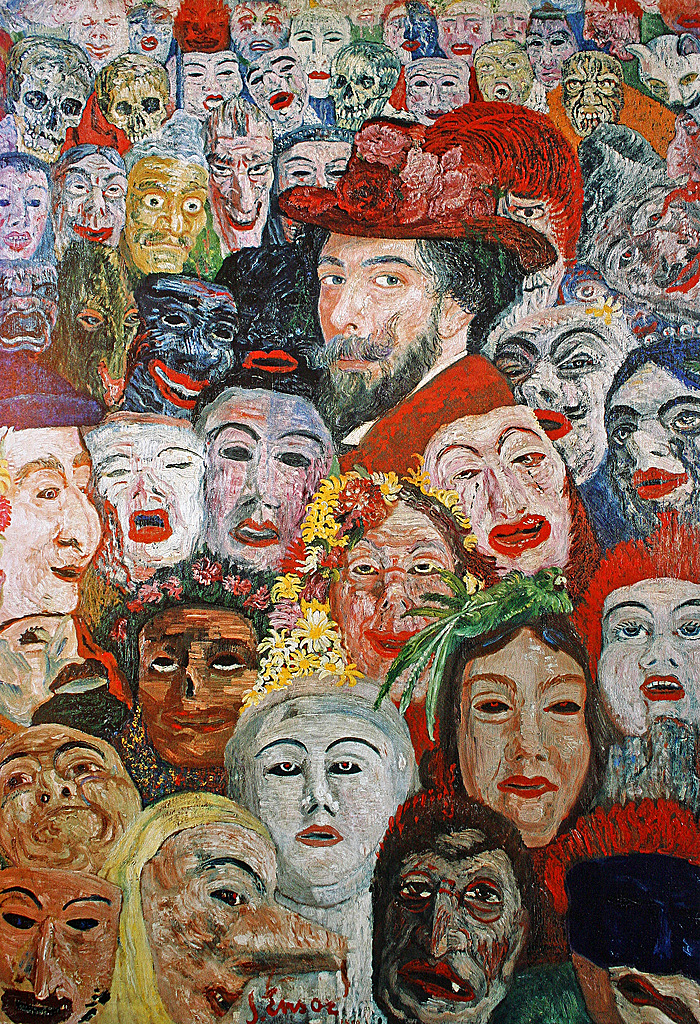
Selbstbildnis mit Masken (1899), Öl auf Leinwand, 117 × 82 cm, Menard Art Museum, Komaki (WVZ T 390)
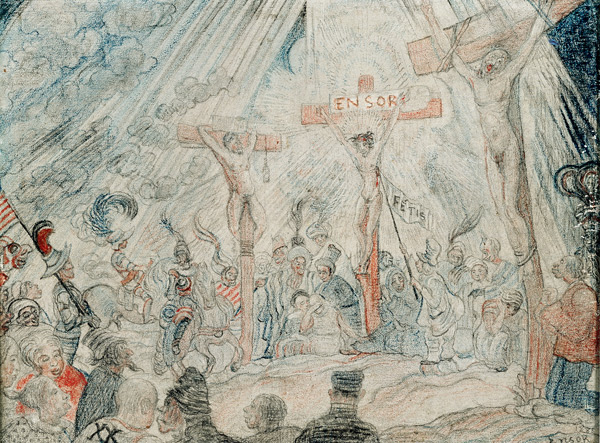
Kalvarienberg (1886), Bleistift, Malstift und Öl auf Papier, 17,2 × 22,2 cm, Privatsammlung
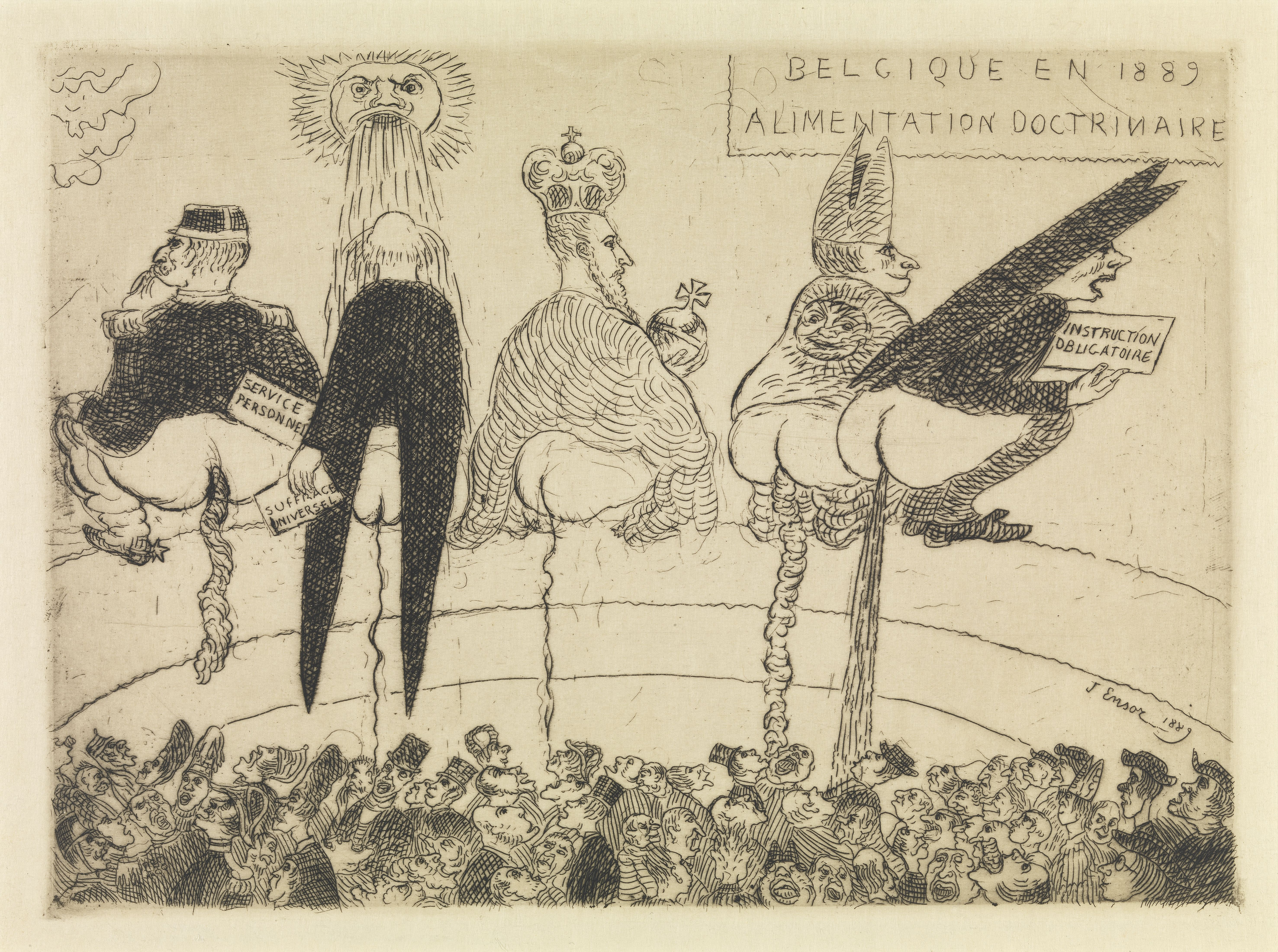
Doktrinäre Speisung (1889), Radierung, 17,6 × 24,5 cm, Museum für Schöne Künste, Gent (WVZ D 96)

Biblische Themen ziehen sich durch sämtliche Werkphasen Ensors. Allerdings habe er laut Heusinger von Waldegg kein religiöses Werk schaffen wollen, sondern eine „private Mythologie“ mit autobiografischen Zügen, für die er sich aus den epischen Motiven des alten und neuen Testaments bediente. Die Identifikation des Malers mit Jesus Christus findet sich bereits in früheren Werken, so erstmals in einer Zeichnung aus dem Jahr 1886, betitelt Kalvarienberg, in der er sich als Gekreuzigter porträtierte und die Inschrift „INRI“ durch den eigenen Namen ersetzte. In satirischen Zeichnungen und Grafiken erwies sich Ensor immer wieder als scharfer Kritiker seiner Zeit, der auch nicht davor zurückschreckte, den König selbst und seinen Staatsapparat anzugreifen wie in der Radierung Doktrinäre Speisung (1889). Obwohl von der Kritik nicht geschätzt, dienten Ensor die karikierenden Elemente als Ventil für seine sozialen Ideale, aber auch für persönliche Verletzungen. Durch eine Verzerrung der Gesichtszüge entlarvte er die Begierden und niederen Beweggründe der Bürger, Neid, Lüsternheit und Scheinheiligkeit.
Zurückgezogen in seinem Mansardenatelier arbeitend bildete für Ensor die belebte Straße einen Gegenpol, den er immer wieder in seinen Werken gestaltete. Die Straße wurde „zur Bühne der Masse und zum Ort sozialer Konflikte“. Dabei ging es Ensor laut Heusinger von Waldegg auch immer um einen Gegensatz des Künstlerindividuums und der Menschenmenge, um eine Entfremdung des Einzelnen in der Gemeinschaft. Einerseits übte die Menschenmenge laut Ulrike Becks-Malorny eine Faszination auf den Künstler aus, andererseits stellte er sie als Bedrohung und Albtraum dar. Die Kathedrale (1896), eine seiner bekanntesten Grafiken, wird vom Gegensatz eines geordnet marschierenden Keils zum Gewoge des Meeres von Köpfen, von Ordnung und Chaos, Disziplin und Anarchie bestimmt. In der Radierung Der Tod verfolgt die Menschenherde (1896) zerfällt die menschliche Gemeinschaft in Einzelne, die alle mit ihrer eigenen Rettung beschäftigt sind. So erweist sich „die Menge als eine enggedrängte unübersehbare Anzahl isolierter Figuren, die […] fremd und feindlich nebeneinander zu existieren scheinen.“ Heiterer ist die Szenerie in Die Badenden von Ostende (1890), einem an Brueghel orientiertem Sittenbild sommerlicher Badefreuden mit unverblümten erotischen Anspielungen. Prozessionen und Umzüge sind ein wiederkehrendes Thema in Ensors Werk, so etwa im Gemälde Musik in der Rue Flandre (1891), das den Blick aus seinem Atelierfenster auf die Parade einer Militärkapelle zeigt.

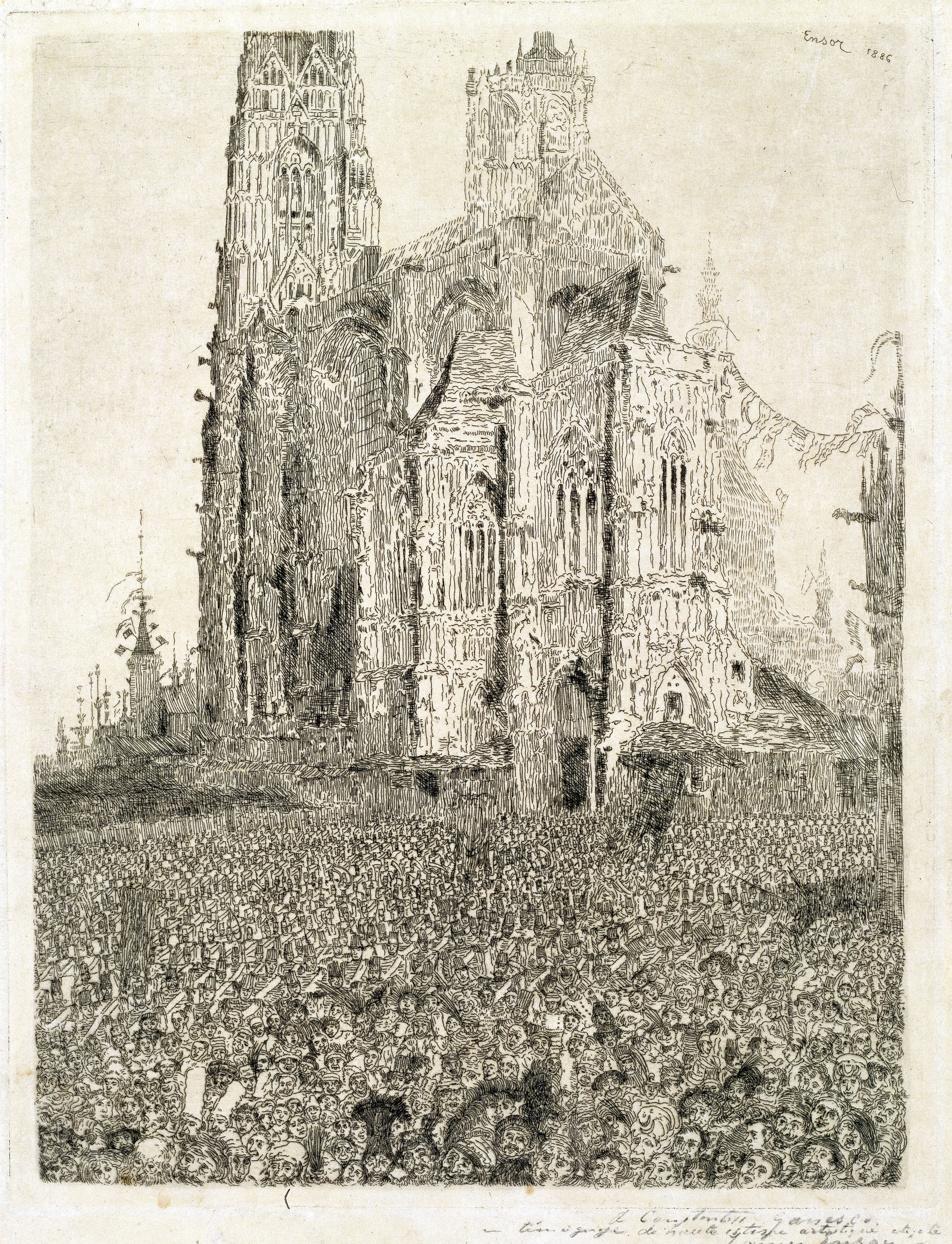
Die Kathedrale (1886), Radierung, 24,0 × 17,8 cm, Museum für Schöne Künste, Gent (WVZ D 105)
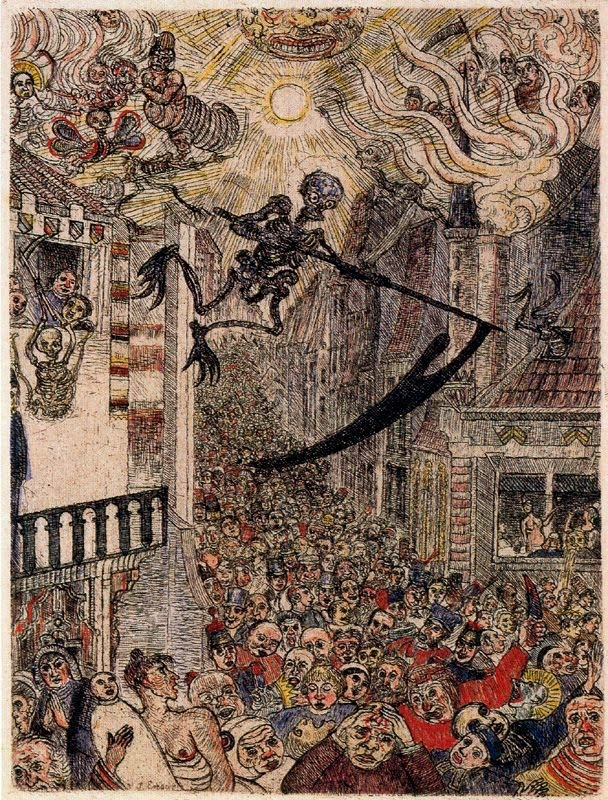
Der Tod verfolgt die Menschenherde (1896), Radierung mit Aquarell, 23,4 × 17,5 cm, Privatsammlung (WVZ D 104)
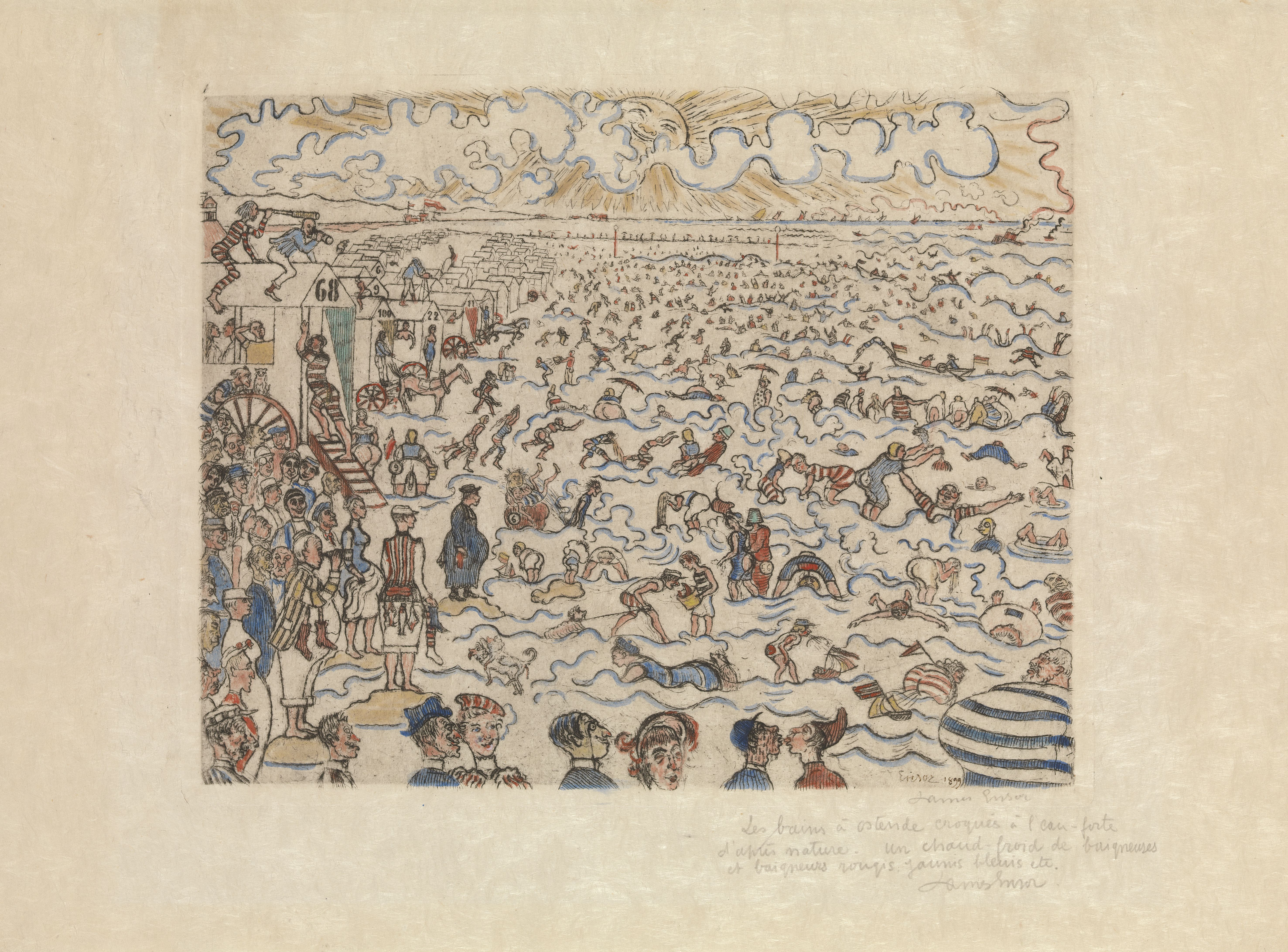
Die Badenden von Ostende (1890), kolorierte Radierung, 21,3 × 26,5 cm, Museum für Schöne Künste, Gent (WVZ D 115)
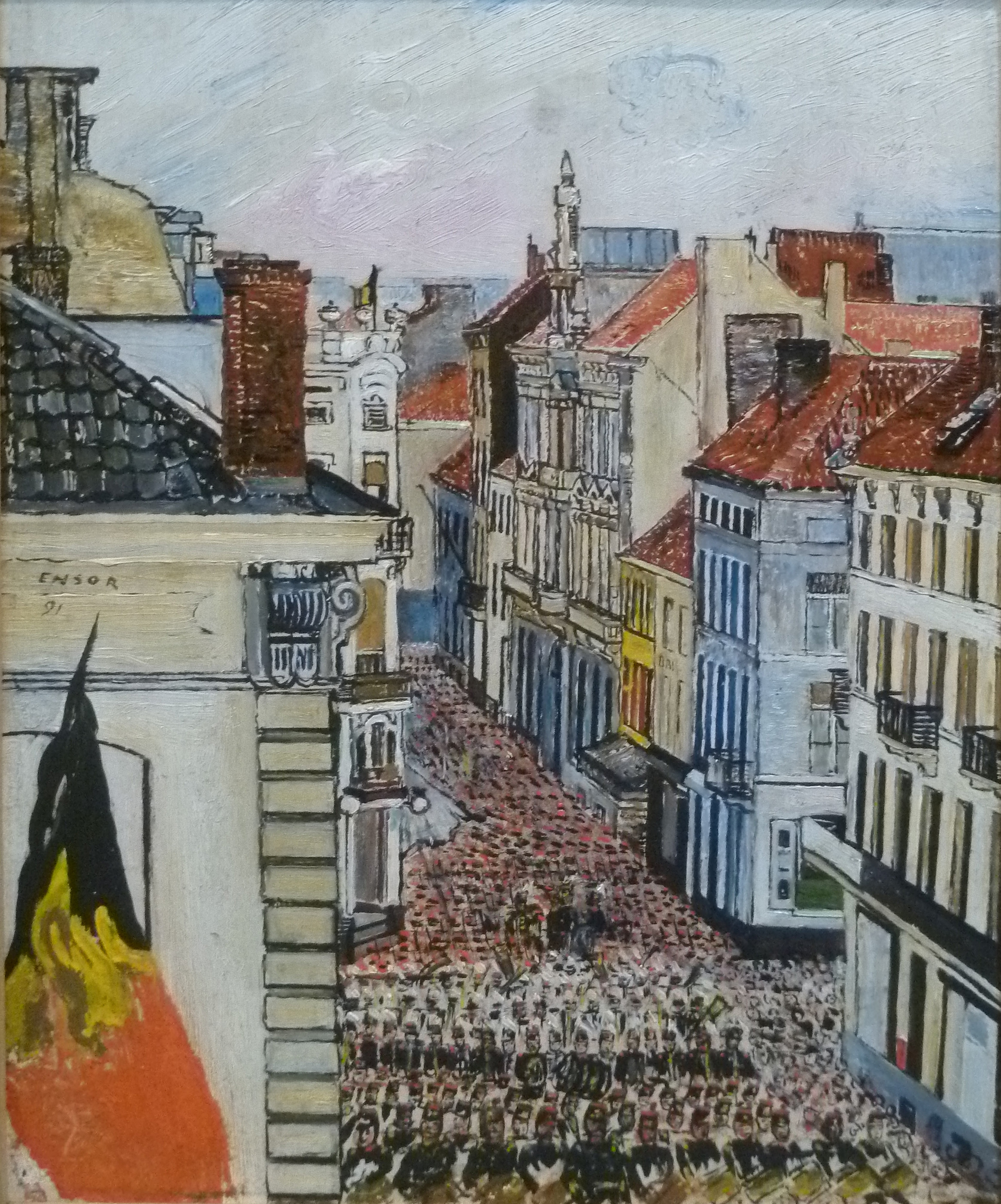
Musik in der Rue Flandre (1891), Öl auf Leinwand, 24,0 × 19 cm, Königliches Museum der Schönen Künste Antwerpen (WVZ T 332)

### Vorläufer
Erste Ansätze für das Motiv von Christi Einzug in Brüssel lieferte eine Zeichnung, die Ensor auf das Jahr 1885 datierte, an der er aber laut seinen Aufzeichnungen noch Ende 1886 arbeitete. Sie trägt den Titel Der Einzug Christi in Jerusalem und ist Teil einer Serie Die Aureolen Christi oder die Sensibilitäten des Lichts. Becks-Malorny beschreibt: „Ein Strom von Menschen zieht sich durch eine Straße, strahlend helles Licht löst die Konturen auf.“ Zahlreiche Epigramme auf Fahnen und Spruchbändern zeigen schon bei der Zeichnung, dass es Ensor weniger um religiöse, als um politische und künstlerische Überzeugungen ging. Durch die Bezugnahme auf Jesus thematisierte er seine eigene Position als Außenseiter, aber vermeintlicher Erlöser in der belgischen Kunstszene. Die Zeichnung erregte bei ihrer Ausstellung im Salon der Les XX 1887 großes Aufsehen.
Beinahe prophetisch, möglicherweise auch Ensor zur Weiterarbeit anregend, war eine Kritik Alphonse-Jules Wauters’, in der er die Zeichnung als bloße Skizze und Idee beschrieb: „Nun stelle man sich diese Andeutung auf einer riesigen Leinwand entfaltet vor“. Mit burlesken Charakteren und allerlei Accessoires wäre das Resultat „die lebhafteste Sensation“ auf einer Ausstellung. Patricia G. Berman weist allerdings darauf hin, wie sehr sich das Gemälde aus der Zeichnung heraus erst noch entwickeln musste. Die erzählenden Elemente und die hervorgehobene Figur Jesu traten in den Hintergrund gegenüber einer Darstellung der Menge als solcher, wobei sich diese in ein Meer von Masken und kostümierten Figuren mit starker Individualität in grellen posterartigen Farben gewandelt hatte.

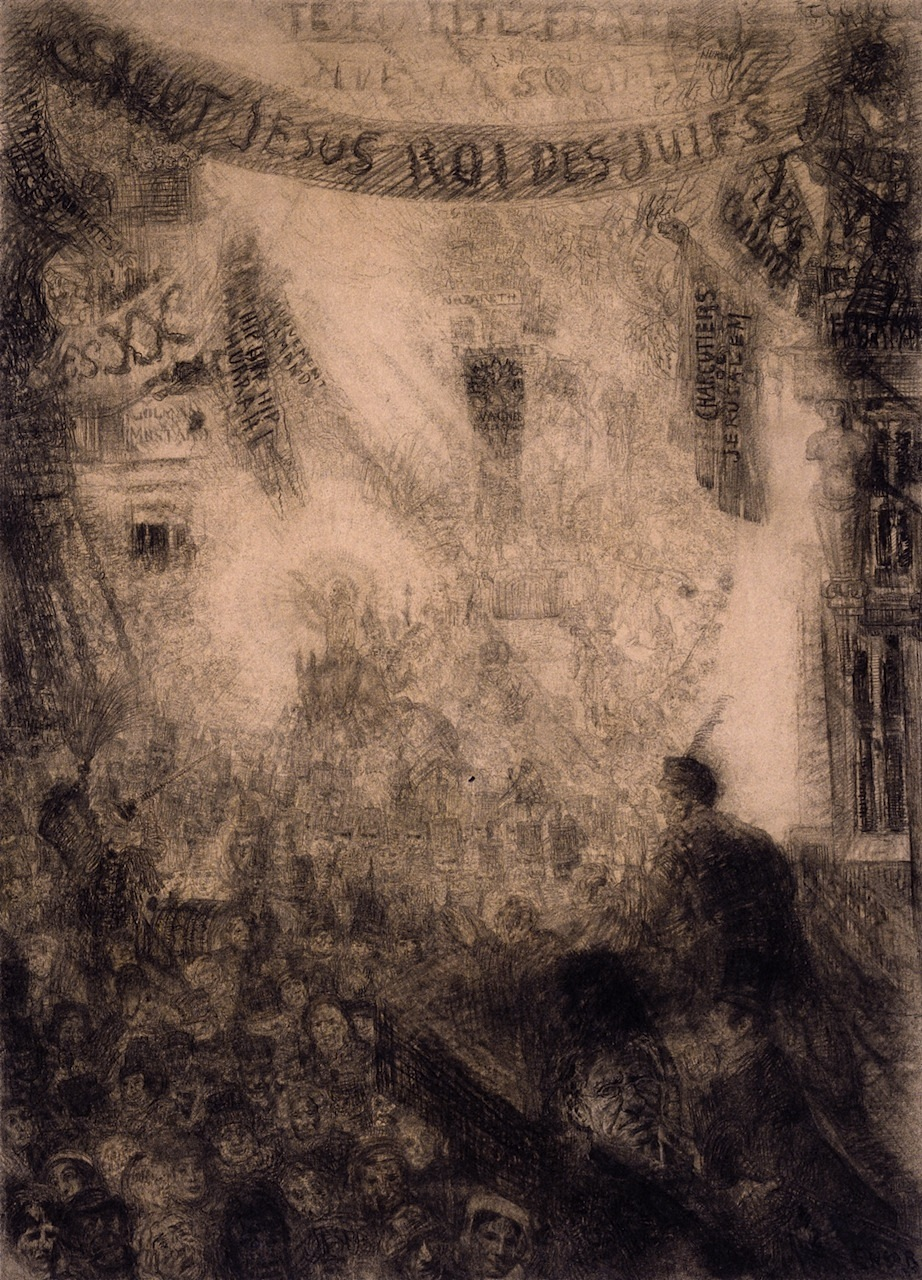
Der Einzug in Jerusalem (1885/86), Stift und Kreide auf Papier, 206 × 105,3 cm, Museum für Schöne Künste, Gent
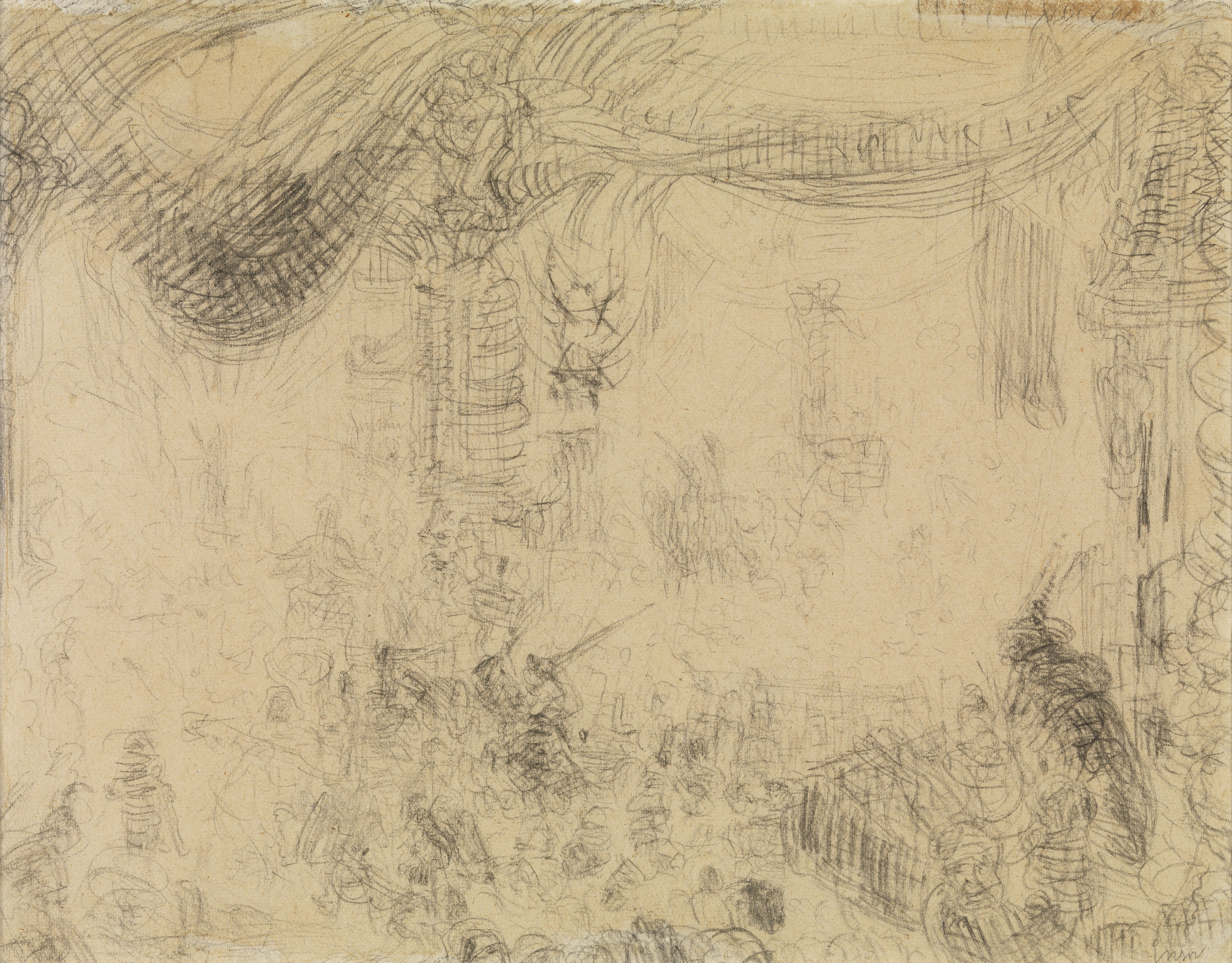
Christus dem Volk vorgestellt und Der Einzug in Jerusalem (1885–87), Conté-Stift auf Papier, 22,1 × 17,3 cm, Museum für Schöne Künste, Gent

Im Rahmen der Arbeit an der Zeichnung fertigte Ensor zwei Studien an. Eine ist der Zeichnung von 1886 sehr ähnlich und wird heute im J. Paul Getty Museum aufbewahrt. Die Doppelstudie Christus dem Volk vorgestellt und Der Einzug in Jerusalem auf einem gemeinsamen Blatt ist trotz ihrer Datierung 1885 laut Tricot erst 1887 nach der großen Zeichnung entstanden.

### Spätere Bearbeitungen
Auch nach dem Gemälde von 1888/89 kehrte Ensor in seinem Werk mehrmals zu dem Motiv zurück, so 1898 in einer Radierung Der Einzug Christi in Brüssel im Karneval, die die Ausrichtung des Gemäldes spiegelt, aber in Details von der Vorlage abweicht. Im Jahr 1921 entstand eine Lithografie Der Einzug in Jerusalem im Rahmen einer Mappe von insgesamt 32 Lithografien unter dem Titel Szenen aus dem Leben Christi. Zwischen 1928 und 1931 malte Ensor insgesamt sieben Fragmente aus dem Gemälde nach, möglicherweise inspiriert von Detailfotografien des belgischen Fotografen Paul Becker für eine Monografie. Die meisten dieser Bilder befinden sich in Privatsammlungen, eines in den Königlichen Museen der Schönen Künste Brüssel, eines im Stedelijk Museum Amsterdam, eines im Kunsthaus Zürich. Bei einigen Bildern, die Ensor in seinem Atelier oder seiner Wohnung zeigen, bildet Der Einzug Christi in Brüssel den Hintergrund.

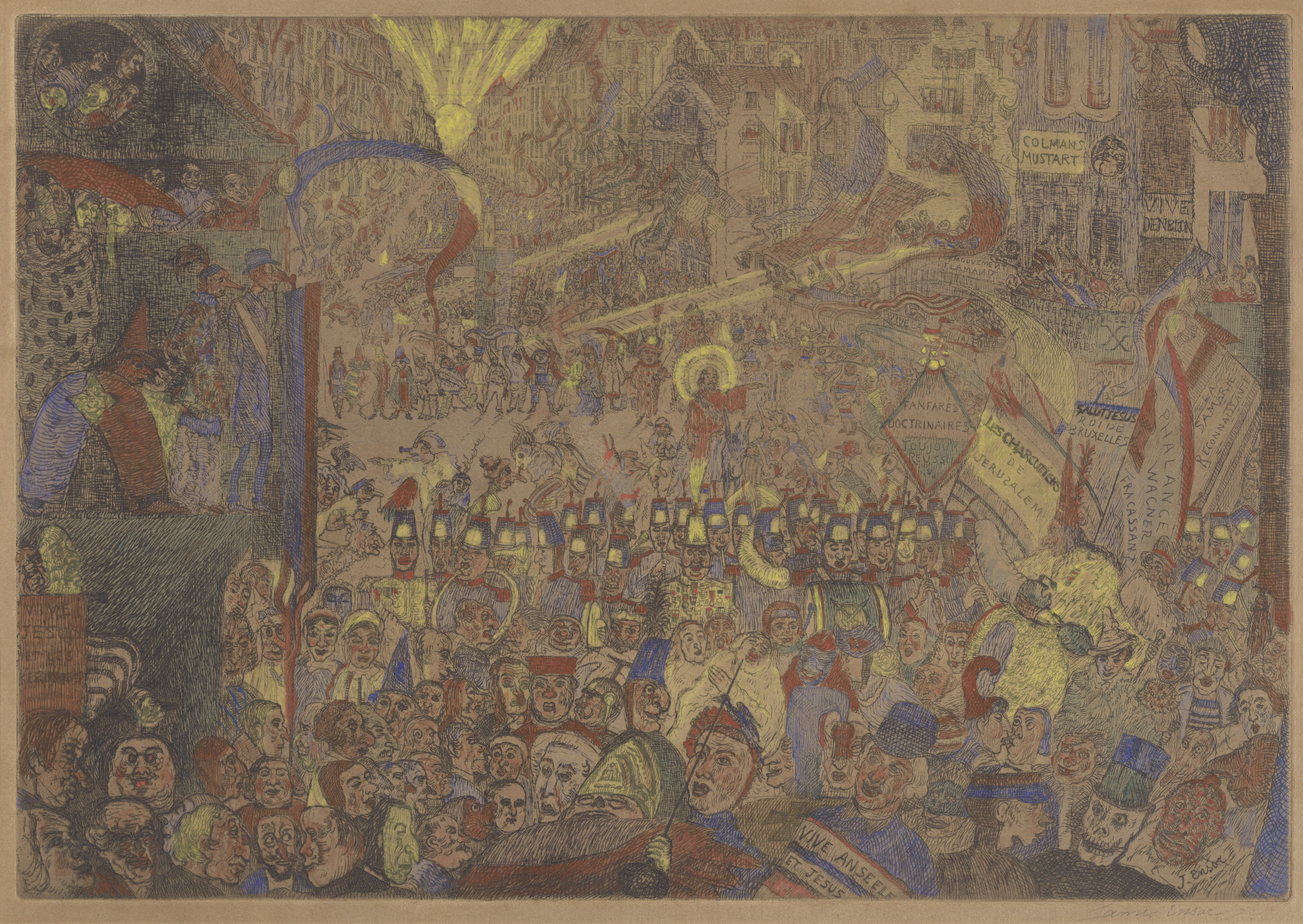
Der Einzug Christi in Brüssel im Karneval (1898), Radierung mit Gouache, 24,8 × 35,5 cm, Kunstmuseum aan Zee, Ostende (WVZ D 114)
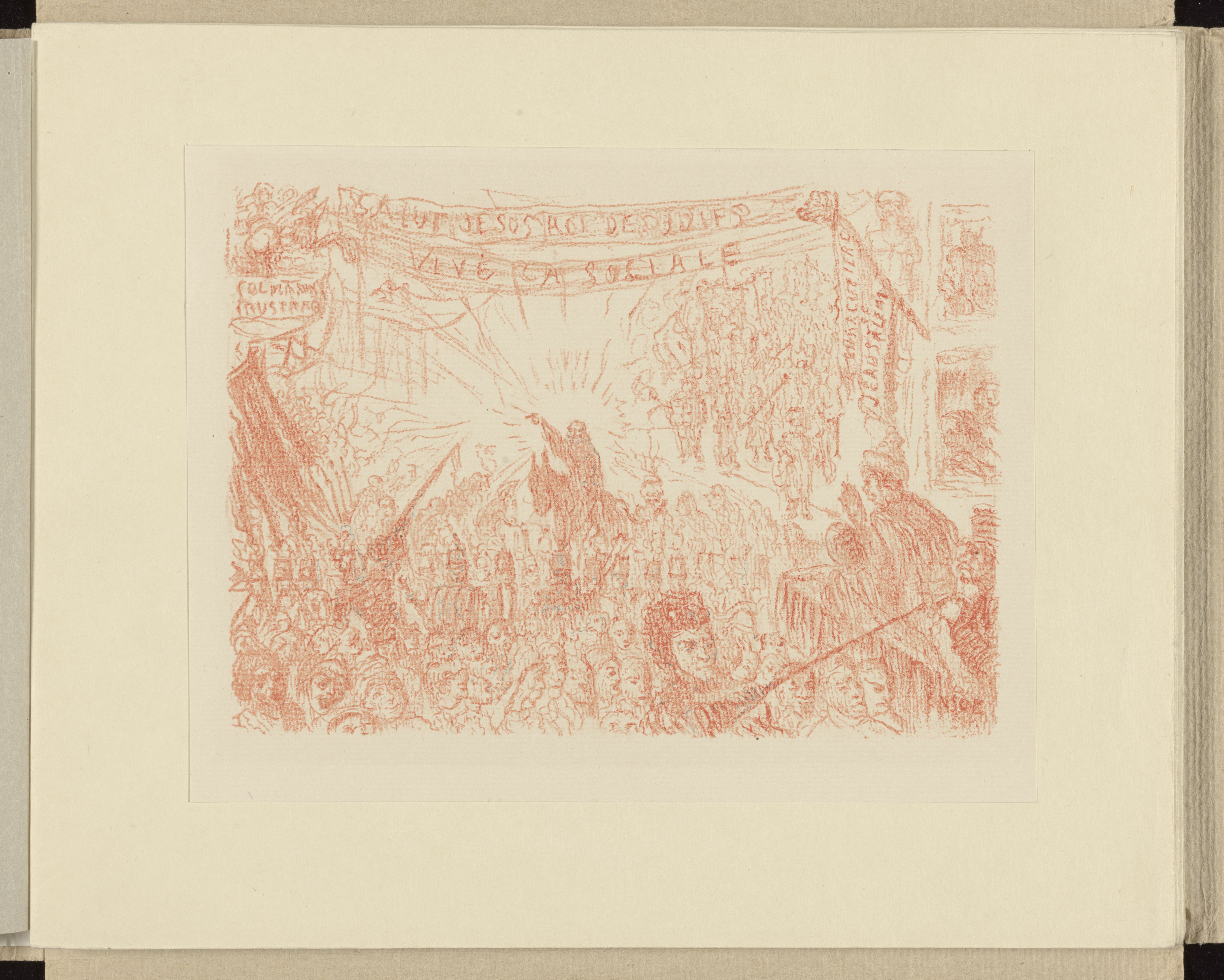
Der Einzug in Jerusalem (1921), Lithografie, 23,5 × 17,5 cm, Königliche Bibliothek Belgiens, Brüssel
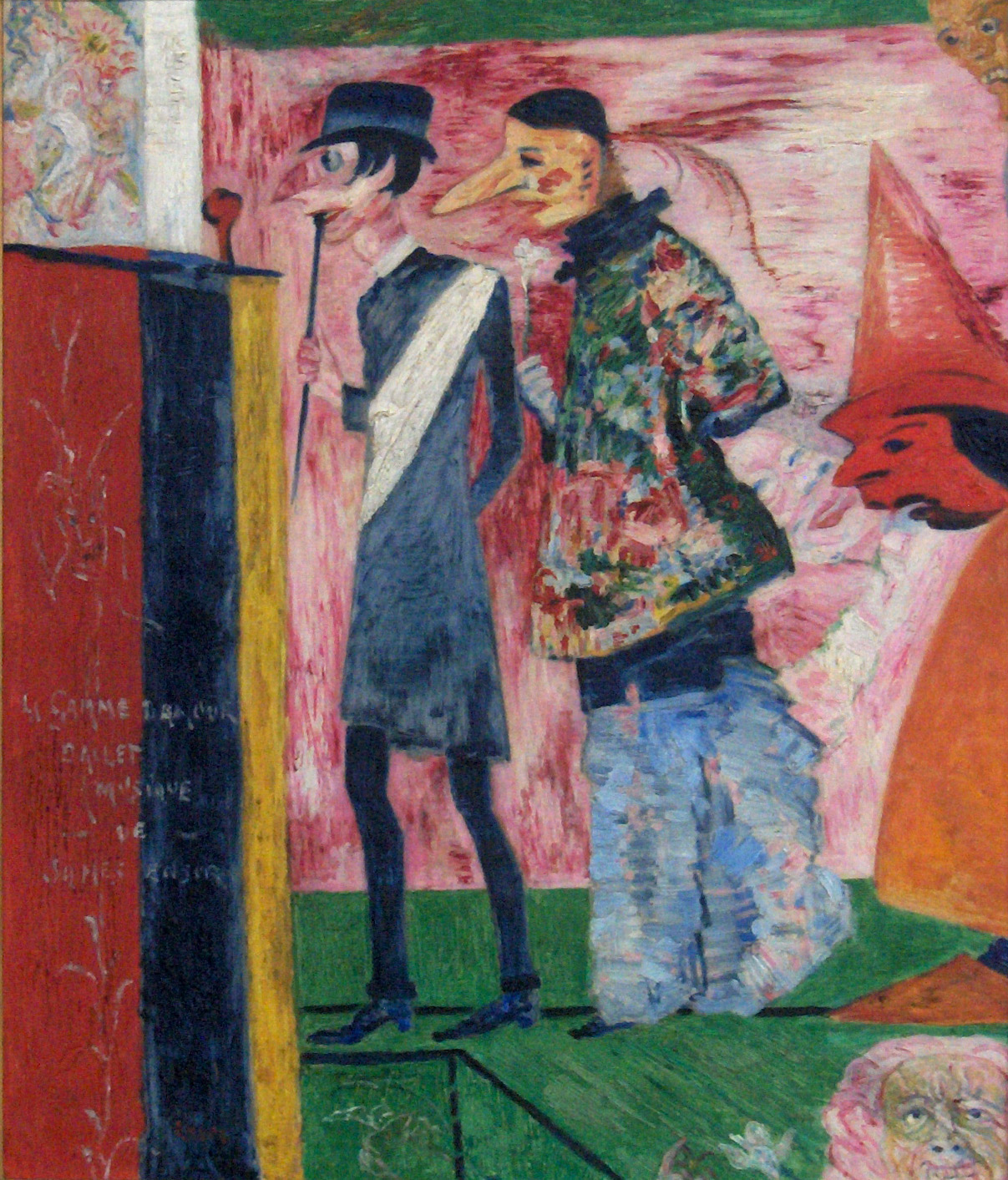
Figuren vor dem Plakat zu La Gamme d’Amour (1928–29), Öl auf Leinwand, 86 × 71 cm, Königliche Museen der Schönen Künste, Brüssel (WVZ T 593)
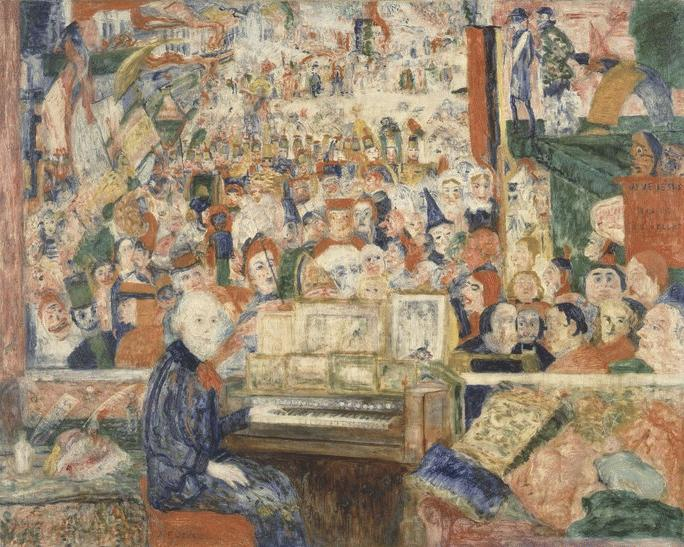
Ensor am Harmonium (1932), Öl auf Leinwand, 80 × 100,5 cm, Menard Art Museum, Komaki (WVZ T 620)
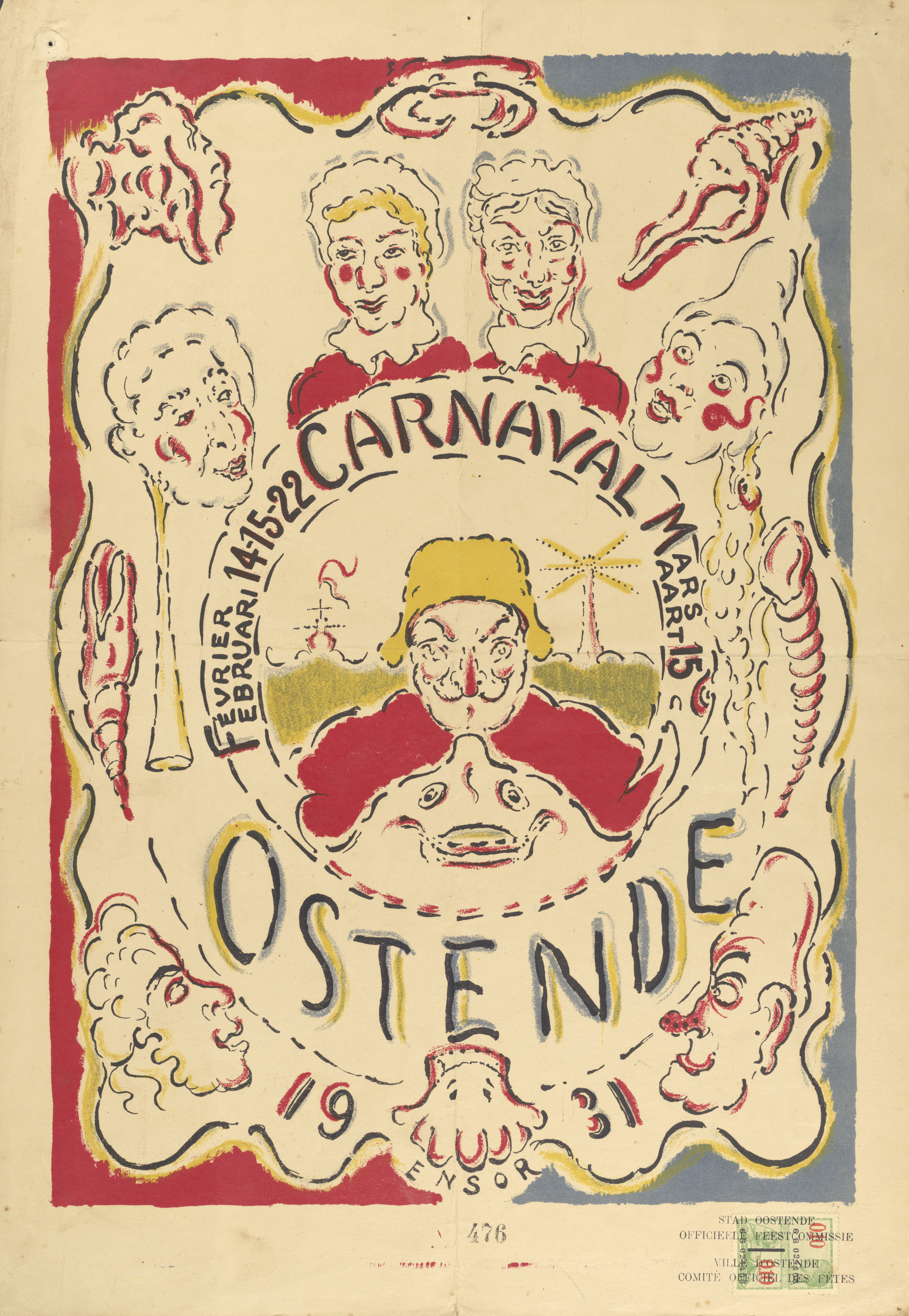
Karneval in Ostende (1931), Farblithografie, 47 × 32,5 cm, Kunstmuseum aan Zee, Ostende

Laut Patricia G. Berman haben alle Arbeiten, mit denen Ensor in seinem Spätwerk das Einzug-Motiv wiederverwertete, gemeinsam, dass sie den ursprünglich radikalen Gehalt abschwächten und die Botschaft entpolitisierten. Die Motive wurden lieblicher, die Masken zu einem komischen, dekorativen Element. Dies gelte besonders für eine Farblithografie, mit der Ensor 1931 für den Karneval in Ostende warb und in der er zwei Masken aus dem Einzug in den Kontext eines stolzen Fischers mit seinem Fang stellte, so dass sie für Berman ihren ursprünglichen parodistischen Ausdruck verloren. Im Jahr 1929 gab es sogar Pläne, das Gemälde in einen Wandteppich zu transformieren, die sich allerdings zerschlugen, nachdem der belgische Künstler Paul Haesaerts eine Gouache-Vorlage erstellt hatte. Für Berman zeigen die Pläne allerdings, wie sehr der ursprünglich subversive Gehalt des Bildes in späteren Jahren einer harmlosen, verträglichen Präsentation gewichen war, die sich auch für das bürgerliche Wohnzimmer eignete.

## Nachwirkung
Laut Xavier Tricot kann die Bedeutung von Ensors Einzug Christi in Brüssel auf die moderne Kunst kaum überschätzt werden. Für Perrin Stein ist das Bild „ein Vorbote des Expressionismus des 20. Jahrhunderts“. Obwohl es zu Ensors Lebzeiten kaum ausgestellt wurde, gehörten führende Expressionisten wie Emil Nolde und Wassily Kandinsky zu seinen Besuchern. Kurz nach seinem Besuch malte Nolde sein neunteiliges Ensemble Das Leben Christi, benannte allerdings nie Ensor als Inspiration. George Grosz war in vielen seiner Werke von Ensors grotesken Darstellungen beeinflusst. Sein Gemälde Widmung an Oskar Panizza aus den Jahren 1917/18 übernahm das Thema des Einzug Christi in Brüssel. Der britische Maler Stanley Spencer malte 1921 seine eigene Version von Christi Einzug in Jerusalem in den Straßen von Cookham in Berkshire. Sein Landsmann Adrian Henri widmete seinen 1962–64 entstandenen Einzug Christi in Liverpool als Hommage James Ensor. Im Anschluss an den Besuch einer Ausstellung malte der amerikanische Maler und Filmemacher Julian Schnabel 1980 Christi Einzug in Chinatown. Nach dem Ankauf durch das Getty-Museum fertigten weitere amerikanische Künstler wie Jeffry Mitchell (1991), Joel Pelletier (2004), Irving Petlin (2005) und Joey Kötting (2006) Pastiches von Ensors Gemälde an. Kara Walker verschmolz 2017 in Christ’s Entry into Journalism Episoden der Geschichte der Vereinigten Staaten.
Der belgische Künstler Roger Raveel griff den Slogan Vive la Sociale auf einem 1976 entstandenen Wandbild für die Station Merode der Brüsseler Metro auf. In einem Banner stellte er die Frage: „Wat bedoelde Ensor met Vive la sociale?“ („Was meinte Ensor mit Vive la sociale?“) 2005 inszenierte das Comité Wouse um Xavier Tricot Ensors Gemälde im Rahmen einer Palmsonntagsprozession in Ostende als Tableau vivant. Im Jahr 2008 setzte der belgische Unternehmer Bart Gielen die Pläne eines Wandteppichs nach Ensors Gemälde doch noch in die Tat um. Den Teppich ließ er in der Umgebung von Peking knüpfen und spendete ihn der Stadt Ostende. Dort wird er im Kunstmuseum aan Zee ausgestellt. Charlotte Mutsaers beschrieb das Bild in der Handlung ihres 2008 erschienenen Romans Koetsier Herfst (deutsch: Kutscher Herbst). Der flämische Schriftsteller Dimitri Verhulst bezog sich im Titel seines 2011 erschienenen Romans De intrede van Christus in Brussel auf Ensors Werk.

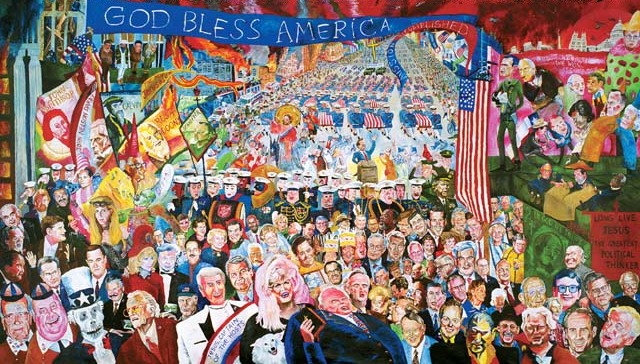
Joel Pelletier: American Fundamentalists (Christ’s Entry into Washington in 2008) (2004), Acryl auf Leinwand, 243,8 × 426,7 cm, Privatsammlung
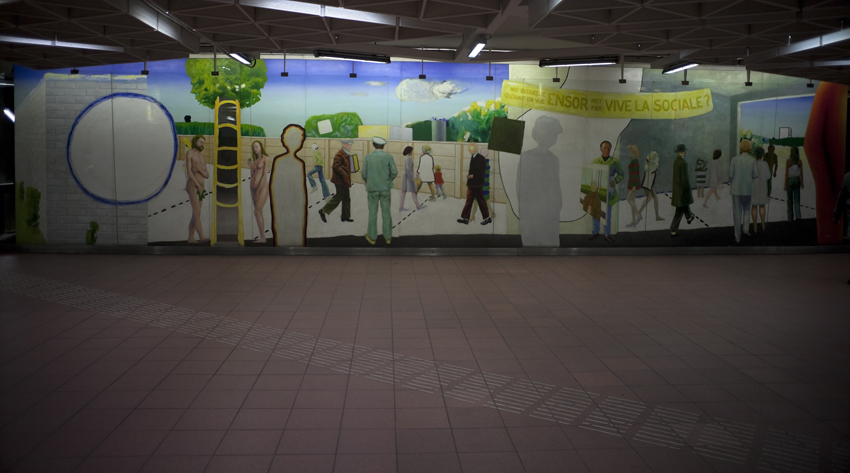
Roger Raveel: Ensor: Vive la Sociale (1976), Wandmalerei in Öl, 300 × 1450 cm, Metro Brüssel, Station Merode
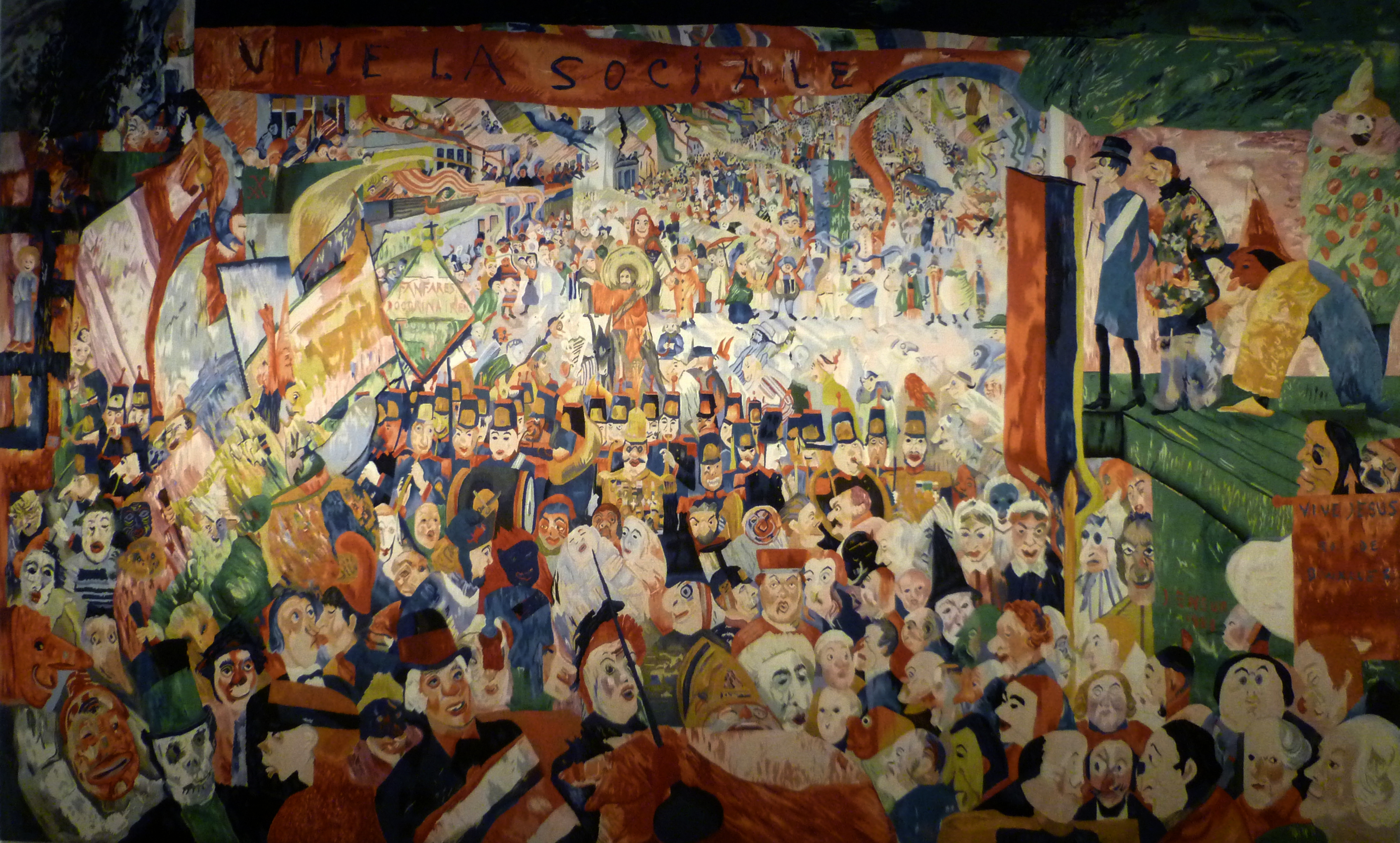
Der Einzug Christi in Brüssel (2008), handgewebter Wandteppich in Wolle und Seide, 252 × 425 cm, Kunstmuseum aan Zee, Ostende

### Monografien
- Patricia G. Berman: James Ensor: Christ’s Entry into Brussels in 1889. Getty Publications, Los Angeles 2002, ISBN 978-0-89236-641-5.
- Michael D. Dailey: James Ensor’s The entry of Christ into Brussels in 1889, a study of its style, its sources, and its significance. (Masterarbeit an der University of Iowa). 1963 (online).
- Stephen C. McGough: James Ensor’s „The Entry of Christ Into Brussels in 1889“ (Dissertation an der Stanford University). Garland, New York 1985, ISBN 0-8240-6883-1.
- Xavier Tricot: The Entry of Christ Into Brussels in 1889. Pandora, Antwerpen 2020, ISBN 978-90-5325-466-0.
- Walther Vanbeselaere: L’Entrée du Christ à Bruxelles. Éditions Weissenbruch, Brüssel 1957.

### Kürzere Abschnitte, Kapitel und Artikel
- Ulrike Becks-Malorny: Ensor. Taschen, Köln 2016, ISBN 978-3-8365-6053-5, S. 43–53.
- Joachim Heusinger von Waldegg: James Ensor. Legende vom Ich. DuMont, Köln 1999, ISBN 3-7701-5024-4, S. 11–15.
- Stefan Jonsson: A Brief History of the Masses. Three Revolutions. Columbia University Press, New York 2008, ISBN 978-0-231-14526-8, S. 65–117.
- Stefan Jonsson: Society Degree Zero: Christ, Communism, and the Madness of Crowds in the Art of James Ensor. In: Representations Vol. 75, No. 1 (Sommer 2001), University of California Press, DOI:10.1525/rep.2001.75.1.1, S. 1–32.
- Mark Leonard, Louise Lippincott: James Ensor’s Christ’s Entry into Brussels in 1889. Technical Analysis, Restoration, and Reinterpretation. In: Art Journal Vol. 54, No. 2, Conservation and Art History (Sommer 1995), DOI:10.2307/777458, S. 18–27.
- Perrin Stein: Der Einzug Christi in Brüssel im Jahre 1889. In: Christopher Hudson (Hrsg.): Meisterwerke im J. Paul Getty Museum. Getty Publications, Los Angeles 1997, ISBN 0-89236-434-3, S. 120–121.
- Xavier Tricot: James Ensor. Die Gemälde. Hatje Cantz, Ostfildern 2009, ISBN 978-3-7757-2464-7, S. 298–299 (Werkverzeichnis-Nummer 293).